# 星刻の竜騎士
『星刻の竜騎士』（せいこくのドラグナー）は、瑞智士記による日本のライトノベルおよびそれを原作としたメディアミックス作品。イラストは〆鯖コハダが担当。MF文庫J（メディアファクトリー→KADOKAWA）より2010年6月から2015年11月まで刊行された。

## 概要
ドラゴンや魔法が存在する世界を舞台としたファンタジー小説で、人間の少女の姿をしたドラゴンを相棒にすることになった少年を中心に物語が展開していく。全20巻で、4章に分けて構成されている。
小説版の出版元と同じメディアファクトリーの『月刊コミックアライブ』2011年6月号（4月27日発売）から2017年1月号までRANによるコミカライズ版が連載された。内容は原作第7巻までのエピソードに11巻序盤までのダイジェストを加えた形で構成されており、一部設定にも変更が加えられている。
霜月はるかの歌うイメージソング「Astral Flow」が2012年7月29日に発売された「MF文庫J 10周年記念 イメージソングコンピレーションアルバム『うたJ』」に収録され、同年10月24日にはドラマCDも発売された。
2014年4月より6月までテレビアニメが放送された。2017年8月時点でシリーズ累計部数は180万部を突破している。

## あらすじ
「竜を飼う国」・ロートレアモン騎士国に建つ竜飼い人の育成施設「アンサリヴァン騎竜学院」に通う上級課程一年のアッシュ・ブレイクは、ある特殊な才能を持つにもかかわらず、未だ自分の相棒たる竜が誕生しないことから学院一の問題児とされていた。
ある日、学院の行事である竜によるレースの最中、他国のスパイに遭遇したアッシュは彼らを退けたものの、崖下へ転落してしまう。その時、アッシュの左腕に刻まれた星刻が輝き、そこから幼竜が誕生したことで生き延びる。しかし、人間の少女の姿をしていたその竜は、目覚めた途端にアッシュに対して「あたしがあんたの飼い主なのよ!」と逆飼い主宣言をしてしまう。
かくして「あらゆる竜を乗りこなす男」アッシュは、唯一乗りこなせない相棒・エーコと共に波乱の学院生活を送り始めるのだった。

## 世界観
本作の舞台となるのはドラゴンや魔法、王侯貴族や騎士などが存在する中世ヨーロッパ風のファンタジー世界である。この世界には幼い頃にドラゴンと契約を交わし、ドラゴンと共に生きる竜飼い人（ブリーダー）と呼ばれる人間達がいる。

### 紀年法と暦
聖誕暦
作中世界における紀年法。章末ではA.S.B.と略される。I巻開始時は聖誕暦1365年の白羊宮の月。
作中世界の暦
現実世界における4月から3月までが「白羊宮（アリエス）の月」から「双魚宮（ピスケス）の月」と、黄道十二星座の名で呼称されている。

### 地理・国家
アルク＝ストラーダ大陸
翼を広げた竜のような形をした大陸。以下の5つの国家勢力を有し、それぞれが均衡を保っている。
ロートレアモン騎士国
大陸の「心臓」に位置する。国家元首は騎士王（パラディン）。本作の主な舞台。大陸内で最も竜の生息数が多く、竜を生むマザー・ドラゴンや竜騎士の存在が世に知れ渡っていることから「竜を飼う国」と呼ばれている。
元々は竜を飼育し一手に管理する目的でシェブロン王国から独立した国で、現在も同盟を結ぶ関係にあり国交も盛んである。
シェブロン王国
大陸の「胴体」に位置する。大陸内では最大の領土を持つ王国。
ゼファロス帝国
大陸の「顎門」に位置する。騎士国、王国の2国と敵対関係にある帝国。竜が生息していない代わりに、現代兵器を生産する機械工学と、それに竜媒魔法を組み合わせた魔導工学が発達している。
エスパーダ聖庁
大陸の「翼」に位置する。大陸人口の7割が信徒であるロサ・マリア教の総本山。
ラブロック商工都市連合
大陸の「尾」に位置する。
アヴァロン聖竜皇騎士団
ユリエルに囚われたオスカーを騎士国に迷惑がかからないよう救出するため、アッシュ達が結成した独立国家。魔導艦エスカヴァロンを領地としているため、自由に移動することが可能。
国民は団長のアッシュ以下、エーコ、ミラベル、アーニャ、レベッカ、ルッカ、ジェシカ、レイモン、マックス、ユニス。シルヴィアとオスカーは王族の地位を手放せないため参加していないが、シルヴィアは（コゼットの入れ知恵による独断で）騎士国側の大使として、オスカーは王国女王として協力している。
聖竜皇騎士団設立時にラクエルIV世から独立国家として仮承認され（後に正式に認証を得ている）、後にロートレアモン騎士国およびシェブロン王国と同盟を結んでいる。
国民の大半は騎竜学院の生徒会メンバーであるため、実質生徒会の機能も兼ねている。

### 施設
アンサリヴァン騎竜学院
ロートレアモン騎士国アンサリヴァン市に建つ竜飼い人専門の教育機関。人々から学院都市とも呼ばれているように市内のほとんどの土地が学院の領土であり、市の行政や治安においても強い権限を持つ。
「オーファンの儀」で竜の幼生を授かった者であれば身分を問わず入学できる。期間は基礎課程（ユニオス）の3年間と上級課程（シニオス）の3年間の計6年、進級はエスカレーター方式であるが課程・学年を問わず成績優秀者が優遇される実力社会のため、学力だけでなく竜の騎乗技術や相棒の生態も評価の対象となる（聖竜であれば竜騎士、聖天竜騎士の称号を授かれるため必然的に優遇されるようになる。ただし期末試験に受からなければ留年はする）。
施設には校舎、食堂、学生寮の他に竜舎と呼ばれる竜を住まわせるための専用施設が存在する。生徒は平民から王侯貴族、竜は幼竜から聖竜まで様々な格差が存在するので校舎以外の施設は身分別に細かく設備が分けられている。
最終巻のエピローグでは、アルク＝ストラーダ大陸各国の国家元首たちがアッシュたちの卒業式に列席するという、前代未聞にして人類史上初の出来事となった。
アポロ舎
上級課程の男子寮。部屋は全て個室。アッシュは特例としてエーコと一緒に住んでいる。
エポナ舎
上級課程の女子寮。最上階はシルヴィアが住む王室専用ルームになっている。
ラ・テーヌ
学生食堂。美味かつ値段の高いメニューが揃っているので中流家庭出身の生徒が主に利用している。
第七竜舎
聖竜のみが住むことの出来る最上級の竜舎。
ジュリアス館
ジュリアスが在学中に生徒会の拠点として学院内に建てさせた館。彼が起こした竜殺し事件の影響により1年と経たず館は封印されたが、ジュリアスの汚名が晴れたことで再び生徒会の拠点として開かれるようになる。

竜牙亭（りゅうがてい）
アンサリヴァン市街にある大衆食堂。生徒会メンバーであれば全ての料理が半額のためレベッカが好んで利用している。
アルビオンの森
人間へ幼竜を授けるマザー・ドラゴンが住む深い森。〈オーファンの儀〉の管理や森の保護を担うアルビオン=フォレスト修道院が建てられている。
ウィリンガム霊廟
ロートレアモン騎士国のアロンヌ湖畔に古代から存在する幼竜の墓所。付近は竜の保養地としても有名で、アンサリヴァン騎竜学院の合宿所もこの地に建てられている。

## 登場人物
※担当声優は、ドラマCD版・テレビアニメ版同一のもの。

### 主要人物
アッシュ・ブレイク (Ash Blake)
声 - 髙橋孝治（幼少期 - 佐々梨花）
本作の主人公。アンサリヴァン騎竜学院上級課程1年→2年。生徒会庶務→生徒会長。アヴァロン聖竜皇騎士団団長。
7歳の時に竜の幼生を授かりながらも、長らく相棒が生まれて来なかったために学院内では肩身の狭い思いをしていた。上級課程進級から間もなくしてようやくエーコが生まれたが、早々に主従関係が逆転した状況となり、さらに「アヴァロンの騎士」という宿命と自分を巡る様々な恋愛模様などで、ますます受難の日々を送ることとなる。
前述の経緯と後述の能力により学院では一番の問題児とされているが、当人は真っ直ぐな気性の持ち主で、目の前で困っている人を放っておけない正義漢。理不尽なことや、特に自分の相棒（=エーコ）が侮辱されることを許さず、後者においては相手が誰であろうと決して引くことはしない。女性に対しては割と初心なところがあり、美少女や美女に翻弄される場面も多い。
飼い主である者以外は騎乗することを許さないはずの竜を種族・敵味方を問わず自在に乗りこなしてしまうという能力を持つ。エーコ誕生以前からその能力で他の生徒の相棒（主にレイモンのブリギット）を借りることで学院での実技を乗り切っていた。後にこの能力は、先祖である聖女ロサ・マリアに由来する能力であることが父親のアルバーンによって明かされており、通常の人間よりも膨大な星精を秘めている。
実は「オーファンの儀」においてシルヴィアと行動を共にしており、本来ならばランスロットを授けられるはずだったが、竜騎士になることを望みながらもマザー・ドラゴンに選ばれなかったシルヴィアのため、刻まれる途中の星刻を強引に譲渡した。結果、譲渡に耐え切れず左腕が千切れ失血死しかけたが、それを惜しんだマザー・ドラゴンによって「アヴァロンの皇女（エーコ）」を授けられ命を繋いだ。これらの記憶はエーコを受け入れた副作用で忘れていたが、上級課程1年の夏に再度マザー・ドラゴンに謁見した際に思い出した。
完結編『星を継ぐ者』では、各国首脳の極秘会談に出席し盟主サヴォナローラの正体を伝えた。そして、レイヴァース大河での戦いで捕縛されたヴィットーリアの自白内容とジュリアスからもたらされた〈ゾノ＝トーンの方舟〉の資料から、作戦会議でアヴァロン聖竜皇騎士団が〈ゾノ＝トーンの方舟〉に突入することが決まり、アーカム城を出発する。途中でレベッカと合流し、〈ゾノ＝トーンの方舟〉が浮上する隙を突いて、〈方舟〉に突入し、〈方舟〉の中枢部である〈大神殿〉への道中に復活した賢竜王インボルクから話しかけられ、自分とエーコだけ助けようというインボルクからの提案を断り、遂に〈大神殿〉に到達し致命傷を負った父サヴォナローラの最期を看取った後、インボルクが事象再構築エンジンを起動して再現した聖女ロサ・マリアと対決し苦戦する。しかし、ナヴィーと融合したエーコが事象再構築エンジンの格納庫を破壊したことで再現されたロサ・マリアたちを消滅させ、窮地を凌いだ。そして、遂にインボルクと対決するが圧倒的な戦闘力に苦戦し、エーコに聖騎甲の出力を極限まで高めさせたことでインボルクと互角に渡り合い、星剣の柄の装飾品を破壊したことでインボルクの情報知性体をラクエルの体から追い出し、元の姿に戻ったラクエルを奪還した。そして、竜化したモルドレッドの魔導ゲートで〈方舟〉から脱出すると、対インボルク用の最終決戦兵器として覚醒したパーシヴァルに搭乗し、パーシヴァルから発射された重力系の特殊魔導砲弾でインボルクを〈方舟〉ごと消滅させた後、世界中のドラゴンたちからパーシヴァルへ送られてきた魔力で充填された第二射で衛星兵器《ステラ＝ネメシス》を消滅させた。
世界終末戦争終結後、聖騎甲を極限まで高めさせた代償として五ヶ月も入院し、退院した後にシルヴィアたちと共に騎竜学院を卒業、本格的に聖竜皇騎士団の活動に取り組むようになる。恋愛方面については誰も選んでいないまま、我慢の限界に達して問い詰めてくるヒロイン勢との追いかけっこで文面は締められているが最後の挿絵はエーコとの間に生まれたと思しき角を持つ赤ん坊の寝姿で完結を迎える。
星刻は左腕に存在、腕全体を覆うほどの巨大かつ特異な模様をしており、衆目から奇異の目で見られることを嫌い普段は左腕全体を包帯で覆っている。実はこの模様こそが「アヴァロンの騎士」の証であり、失った左腕の代わりとして星刻そのものが左腕に擬態している。固有魔装はアヴァロンの騎士のみが使用できる聖剣・エクスカリバー。
エーコ (Eco)
声 - 伊瀬茉莉也
本作のヒロインの一人。アッシュの相棒である幼竜→聖竜。アンサリヴァン騎竜学院の生徒会マスコット。
竜でありながら人間の少女の姿で生まれたという前代未聞の存在で、幼竜の特徴である丸くて柔らかい角が頭部の左右にある以外はなんら人間と変わりない。しかし力や食欲は竜そのものであり、性質や体質も竜に準じたところがある。
傲岸不遜な性格で「愚鈍で愚劣で愚昧な人間」や「踏みつぶすわよ！」などと常に驕慢な物言いをする。ただし見た目が少女なのでやや威厳に欠けており、実際に強者の前では萎縮してしまうこともある。羞恥心も希薄で、就寝時はアッシュに構わず平気で全裸になっていた。アッシュに対しては「自分こそが飼い主である」と主張し、かつては「肉奴隷」として散々な扱いをしていた。しかし「覚醒事件」以降はどちらが飼い主であるかを理解し主従、そして種族を越えた想いをアッシュに抱いており、現在は「騎士」に格上げして常に傍らへ居るよう命じている。
その正体は竜族の頂点たるアヴァロン聖竜皇家の皇女。竜として覚醒した姿は騎士国首都を見下ろすほどに巨大な体躯で、天使のような翼と頭部に3本の角を持つ。人間の姿で生まれた理由は、近い将来に絶滅する竜族の最後の希望として、人間と交わり子を生むことで竜族という種を維持するためである。また、歴代皇女の名前を受け継いでおり、フルネームは非常に長い。その出自故か、聖竜皇家に連なる竜たちは彼女の命令に忠実であり、また騎乗した竜の正規の乗り手から星刻を一時的に借り受け、アッシュを経由して星精を供給することも可能。
完結編『星を継ぐ者』では、アッシュたちに同行して各国首脳の極秘会談に参加し、レイヴァース大河での戦いにも参戦する。そして、作戦会議で決定した〈ゾノ＝トーンの方舟〉への突入作戦にも参加する。そして、〈大神殿〉で事象再構築エンジンで再現された初代エーコと対決し窮地に追い込まれるが、ナヴィーと涙ながらに融合し遂に完全体となったことで、事象再構築エンジンの格納庫を破壊して窮地を凌いだ。そして、〈方舟〉が地上への落下を始めると〈竜種の記憶〉を検索してパーシヴァルの真実を知って、アッシュたちと共にパーシヴァルに搭乗してモルドレッドと共に重力系の特殊魔導砲弾を続けざまに発射して、〈方舟〉と《ステラ＝ネメシス》を消滅させた。
シルヴィア・ロートレアモン (Silvia Lautreamont)
声 - 佐倉綾音
本作のヒロインの一人。アンサリヴァン騎竜学院上級課程1年→2年。生徒会風紀委員→生徒会副会長。ロートレアモン騎士国第四王女。
類稀なる美貌と高潔さを持ち合わせる正真正銘のお姫様で、相棒である聖竜ランスロットを駆る勇ましい姿から〈蒼氷の姫君（アイスブルー・プリンセス）〉の異名を持つ学院の有名人。その身分と本人の性格ゆえ周囲に友人は無く敵ばかりが多い環境（周りからはアッシュと同じ問題児という目で見られる）であったが、ある時にアッシュと諍いを起こしたことで彼と接触する機会が多くなり、数々の事件を経てアッシュに対し友情、そして言葉では否定しながらも心中でそれ以上の好意を抱くようになる。
孤高かつ厳格で、竜騎士であることに誰よりも強い誇りを持つ。その一方で大変臆病な一面もあり、有事においては覚悟の足りなさから萎縮して何もできなくなる場面があったがアッシュや姉・ヴェロニカの叱咤を受けて奮起し、これを克服して次期騎士王となる目標を見出した。
様々な事柄を「我が家の家訓だ」として行動に移す癖がある。なおこれは女性にだらしない面を見せたアッシュを制裁する時にも用いられる。
7歳の時に竜騎士となることを夢見て〈オーファンの儀〉へ挑んだが、彼女は竜騎士となる素質を有していなかった。アルビオンの森で遭難していたところを偶然出会った少年に助けられ、少年が授かるはずであった星刻を譲り受けて竜騎士となる資格を得る。大恩に報いるため立派な竜騎士になってみせると誓うも少年とはお互い名も告げぬまま別れてしまい、彼に対して恩義と初恋をずっと内包したままであった。しかし調査の末に、その少年こそがアッシュだったことを知り、運命の恋を確信し告白、エーコにとって最大の恋敵となる。
聖騎武闘祭では予選でルッカに勝利し決勝戦へ進出、決勝戦の最中に魔人化したオスカーと戦うため、無謀な行為であると彼女を止めようとしたコゼットの闘気に抗ったことでその気骨を認められ、かねてより製造済であった聖騎甲をランスロットから献呈されて、念願の聖天竜騎士となった。
アヴァロン聖竜皇騎士団が結成された際には、次期騎士王候補である為に聖竜皇騎士団には加われなかったが、コゼットの助言で駐アヴァロン大使としてアッシュたちと行動を共にすることになった。
2年進級後は、生徒会副会長に就任する。
完結編『星を継ぐ者』では、アッシュたちに同行して各国首脳の極秘会談に出席する。そして、アルテア開門橋要塞の戦いではホロウと交戦するが、その最中にホロウの正体がコゼットであることに気付き、交戦の末にコゼットを正気に戻した。そして、コゼットと共にランスロットに騎乗してレイヴァース大河での戦いに駆け付け、魔導潜水艦〈ノスフェラス〉を行動不能にした。〈ゾノ＝トーンの方舟〉への突入作戦にも参加し、〈大神殿〉で事象再構築エンジンによって再現された初代騎士王ダーラム・ロートレアモンと対決し苦戦するが、アッシュに続いてランスロットに聖騎甲の出力を極限まで高めさせたことで、窮地を凌いだ。
世界終末戦争終結後、聖騎甲の出力を極限まで高めさせた代償として、二ヶ月ほど入院した。騎竜学院の卒業式には卒業生首席を務め、その翌月に次期騎士王への即位が決定している。
星刻は胸の谷間に存在する。固有魔装は竜輝華晶を装填し開放した魔力を弾丸にして発射する聖騎銃・アロンダイトで、ハルバードに変形させての接近戦も可能である。
ランスロット
シルヴィアの相棒である聖竜。角はまっすぐに伸びた青色。
初めは翼竜として生まれたが、シルヴィアの献身的な世話によるものか聖竜として成長した。
直系ではないがアヴァロン聖竜皇家の血族で、エーコの親戚にあたる。本当ならばアッシュの相棒となるところを、彼が強引にシルヴィアへ譲渡したという経緯がある。
完結編『星を継ぐ者』では、〈大神殿〉で事象再構築エンジンで再現された聖竜ペンドラゴンと対決し、シルヴィアの求めに応じて彼女の聖騎甲の出力を極限まで高めた。

### アヴァロン聖竜皇騎士団
レベッカ・ランドール (Rebecca Randall)
声 - 井上麻里奈
本作ヒロインの一人。アンサリヴァン騎竜学院上級課程3年で生徒会長→アヴァロン聖竜皇騎士団団員。
15巻まで学院唯一の聖天竜騎士であり、教官すら敵わない卓越した実力を持つ最強の生徒として誰もが認める女傑。紅蓮の髪とエメラルドグリーンの瞳、年不相応の豊満かつ完璧な美貌に紅の聖騎甲を纏う姿から〈真紅の女帝（スカーレット・エンプレス）〉の異名を持つ。
威風堂々・豪放磊落を如実に表したような人物で、規律と秩序を守る立場でありながらも律を乱さぬ範囲では無礼講も大いに許すという度量の大きさと思慮深さを持つ。また、エーコの体質を知っていながらアンサルハーブエキスの入ったキャンディーを食べさせ、アッシュへけしかけるなどの悪戯好きなところもある。
既に本国から聖竜騎士団へスカウトされていたが、学生生活を満喫したいという理由でそれを断り続けていた。
自らの実力と境遇ゆえ、同世代の男を全て実力不足とみなしており、恋愛には興味を示さない。しかしアッシュに対しては、彼が「アヴァロンの騎士」として自分を乗り越えてほしいと己より強い男に恋する一人の女性として期待しているが、その実、エーコやシルヴィアよりも過激かつ情熱的にアッシュにアプローチをかけている。
学院卒業後は、ウルスラとの試合を経てロートレアモン聖竜騎士団への入団を辞退し、アヴァロン聖竜皇騎士団での仕事に専念している。〈デミウルゴス〉の台頭が始まってからは、いずれ立ちはだかるであろうウルスラに勝利するべく、アンサリヴァンを離れ武者修行の旅に出た。その途中で聖女ロサ・マリアの遺品の伝説を聞き、それを発掘すべく東方大陸に渡る。そして、東方大陸で再会した〈四輪の薔薇〉から得た情報で、東方大陸の“魔の海域”に吹き荒れる暴風圏〈ミルカ・テンペスト〉の中に天空城があると確信し、暴風を突破し天空城に到達。中枢部で遭遇した〈聖女〉ロサ・マリアの筆頭使徒ミルカの残留思念から〈聖女〉ロサ・マリアの聖騎甲を受け取り、それを素材とした新たな聖騎甲を入手する。東方大陸から帰還するとアッシュたちを追って〈方舟〉に向かい、魔獣群に襲われている彼らを救出、合流を果たした。突入作戦では仇敵ウルスラと対峙、全力をもって彼女を打ち負かした。
固有魔装は一撃必中の魔槍・ゲイ・ボルグ。非常に高い貫通力と広範囲の爆発効果を持つ。
クー・フリン
レベッカの相棒である聖竜。他の聖竜と比べて遥かに巨大な体躯を持ち、パワー、スピード、魔力の全てにおいて学院最強を誇る。
ルッカ・サーリネン (Lucca Sarlinen)
声 - 大亀あすか
本作のヒロインの一人。アンサリヴァン騎竜学院基礎課程3年→上級課程1年。生徒会書記。
竜を駆る戦闘民族「エクブラッド人」の出身で、両親の死後は幼馴染のキーラの家で働き、その後に同年代のエクブラッドの子供たちの中で唯一竜の幼生を授かったことで現族長の養子となり、次期族長候補と目されている。しかしこの一連の出来事は後に、怒りと怨みから里を抜けて復讐鬼となったキーラと敵対することになってしまう。
レベッカの記録を破り史上最年少で竜騎士の称号を授かった天才少女で、〈天翔る妖精（エルフィン・ダンサー）〉の異名を持つが、いわゆる不思議系で独特かつマイペースな言動と行動の持ち主。女性であることに無自覚な部分があり、部屋は散らかり、アッシュの前で裸をさらすことへの羞恥心も薄い。
部族に伝わる竜の調教術に優れている。それはエーコにも適用されるらしく、エーコが頑として出そうとしなかった竜輝華晶も、彼女の調教術によって（半ば無理矢理に）生み出されたほどである。
相棒であるガウェインが突如として自分を乗せてくれなくなったことから、3ヶ月もの間ずっと授業を欠席していた。相棒の衰弱死を防ぐために参加した選抜合宿において、その原因が3ヶ月前にガウェインの背から転落したことで生じた見えない恐怖心にあることだと知り、ウィリンガム霊廟での戦いにおいて恐怖心を克服。合宿所を襲った屍灰竜の大群を退けるため再びガウェインに騎乗し、部族に伝わる「騎竜演舞」が描いた魔法陣の力で屍灰竜を全滅させた。この一件でアッシュが自分のために命を懸けてまでガウェインを救おうとしてくれたことから、彼に惚れるようになり、故郷に帰省する時、アッシュに自分の育ての親であるエクブラッド族の統領に紹介するために一緒に来てほしいとまで言い出していた。
エスパーダ聖庁を訪れた際、聖天竜騎士になるためにエーコたちと共に聖地アルバレスで修行を行い、約二か月間の修行を経て、〈終末の七頭蛇王〉との戦いの最中にガウェインを説得して聖騎甲を献呈させて聖天竜騎士になった。
完結編『星を継ぐ者』では、鍛錬のためにマックスらと共に学院に残ったが、学生たちの後押しを受けてアッシュたちと合流、突入作戦に参加する。決戦ではキーラと遭遇し、彼女の呪いを騎竜演舞で解くも、彼女の死を前に泣き崩れる。それでも立ち上がり、世界終末戦争を最後まで戦い抜いた。
世界終末戦争終結後、引き続き騎士団の活動を続ける方針だが、アッシュたちの卒業後は騎士団の中で唯一の騎竜学院在校生となる為に、卒業まで騎竜学院に留まることになった。
星刻は尻の部分に存在する。固有魔装は絢爛舞台の魔演杖・ガラティーン。
ガウェイン
ルッカの相棒である聖竜。角は枝分かれした銀色。
騎竜演舞の練習中に背から転落したルッカが騎乗することに恐怖を抱いたことを悟り、後の大事故を防ぐために衰弱死を覚悟の上で彼女との星精路を絶ち、騎乗を拒否し続けた。ウィリンガム霊廟で死を迎える寸前、恐怖を克服したルッカの呼びかけに応じて星精路を開き、生気を取り戻した。
ジェシカ・ヴァレンタイン (Jessica Valentine)
声 - 花澤香菜
本作のヒロインの一人。アンサリヴァン騎竜学院上級課程1年→2年。生徒会庶務→生徒会風紀委員。
レベッカの幼馴染で、自称彼女のライバル。名門貴族の令嬢を名乗っているが真実はランドール家に仕える使用人の家系。ただし高潔さにおいてはシルヴィアも感嘆する程のものを持つ。
高飛車で妄想癖が激しくやたらと騒々しい性格。レベッカ曰くやればできる子なのだがトラブルメーカーとしての場面が多い。
屍灰竜からアンサリヴァン市を救った『銀麗の騎士（彼女が愛読する書籍のタイトルおよびその主役から取った愛称=アッシュ）』と出会い、その子胤を授かろうと学院内でSKFC（Silver Knight Fan Club）を結成し会長へ就任、生徒会に無許可で布教、宣伝活動を始めたことからアッシュの頭痛の種となる。聖ヴァレリア教会で安産祈願の祈りをしている最中、アヴドーチャが起こしたテロ（芝居）に巻き込まれ人質にされ、そこで銀麗の騎士の正体がアッシュだと知り、口封じのために生徒会庶務に任命、SKFCは後輩のリネット・ワース（声 - 斉藤このり）に会長の座を譲り脱退した。生徒会に入ってからもアッシュへの押しの強さは変わらず、エーコやシルヴィアには勝てないため正妻の座は諦めつつも、側妻に収まろうと日々色仕掛けを行い、アッシュの前で普通に下着姿に成る変態でもあり、学院でパンダの魔獣に下着を捕食された際もアッシュの前では一切羞恥心を見せず、ノーパンである事を明かそうとしたが、エーコのくしゃみで結局はノーパンだとばれ、アッシュに尻を見られてしまったが、それでも一切羞恥心を見せず、アッシュの前で嬉しがっていた。
2年進級後は、生徒会風紀委員に就任する。元々力不足を感じていたこともあり、竜騎士になるためにエーコたちに同行して聖地アルバレスで修行を行う。約二か月間の修行を経て、〈終末の七頭蛇王〉との戦いの最中に竜騎士になる。以降は、自分で考えた二つ名〈宝瓶の美姫（アクエリアン・ヴィーナス）〉を周囲に定着させようと努力している。
完結編『星を継ぐ者』では、鍛錬のために学院に残るが、しばらく後に気まずくなっていたリネットから勝負を挑まれ敗北、彼女の要求に従いアッシュらと合流する。決戦ではマックスやレイモンと共にマキャベリと対峙、追い込まれながらも聖天竜騎士として覚醒し、三叉槍型の固有魔装を顕現させた。
リアンノン
ジェシカの相棒である水竜→聖竜。飼い主に似ているとアッシュが評したように、ジェシカの指示を聞かず勝手な行動をすることがある。〈終末の七頭蛇王〉との戦いの最中に、聖竜に成長する。
レイモン・カークランド (Raymond Kirkland)
声 - 前野智昭
アンサリヴァン騎竜学院上級課程1年→2年。
アッシュの悪友で基礎課程時代はアッシュ、マックスと共に寮の共同部屋で暮らした仲。かなりのハンサム顔なのだが、軟派でナルシストという性格が災いし、女にモテない。
美女・美男限定で、対象の細部データまでも網羅した情報手帳を所有している。女性の感情に目ざとく、恋愛には鈍いアッシュにシルヴィアのことを問い詰めたりなどしてからかっている。
2年進級後は、アッシュに代わり生徒会庶務に就任する。エスパーダ聖庁を訪れた際は、竜騎士になるためにエーコたちに同行して聖地アルバレスで修行を行い、約二か月間の修行を経て、〈終末の七頭蛇王〉との戦いの最中に覚悟を決めたことで竜騎士になった。
完結編『星を継ぐ者』では、鍛錬のため学院に残るが、後にアッシュらと合流。マキャベリとの決戦では聖天竜騎士として覚醒し、双剣型の固有魔装を顕現させた。
星刻は左脇腹に存在する。
ブリギット
レイモンの相棒である地竜→聖竜。「白羊宮の騎竜祭」でアッシュが騎乗した。後に「アンサリヴァンの五百年祭」で行われた聖騎武闘祭でアッシュとエーコが騎乗し、この時はエーコと星精路が繋がりエーコの魔力が注ぎ込まれたことで、一時的に聖竜と化した。その後、〈終末の七頭蛇王〉との戦いの最中に、聖竜に成長する。
聖竜としての姿はクー・フリンに匹敵するほどの巨体である。
マクシミリアン・ラッセル (Maximillian Russell)
声 - 室元気
アンサリヴァン騎竜学院上級課程1年→2年。生徒会会計。
アッシュの悪友その2で、通称はマックス。3人の中では、最初に竜騎士の称号を授かった優等生。度を越えた潔癖症であり、僅かでも散らかった光景を見ると掃除せずにはいられなくなる。
基礎課程時代から特徴的な個性を持つアッシュとレイモンに頭を痛めながらも、上級課程で個室暮らしとなってなお、彼らと交流を続けている。
オスカーの策略でアッシュが女装したことがきっかけで、その姿「アシュリー」に対して妙な恋愛感情を抱いている。
完結編『星を継ぐ者』では、鍛錬のため学院に残るが、後にアッシュたちと合流する。マキャベリとの決戦では聖天竜騎士に覚醒し、魔導砲型の固有魔装を顕現させた。
世界終末戦争終結後、卒業式に卒業生次席として列席し、卒業後も引き続き騎士団の活動を続ける方針であり、「アシュリー」に対する思いも持ち続けている。
アリアンロッド
マックスの相棒である聖竜。
アーニャ (Anya)
声 - 下田麻美
本作のヒロインの一人。ミルガウスに仕える辺境の部族タンタロス族の族長を務める少女。部族としての本名はシャマラ・キルツカヤで、4歳の頃に生き別れたアヴドーチャの実の妹。褐色の肌が特徴で出身部族を表す独特の模様をしたマフラーを着用している。
諜報や暗殺を担当し、自分を族長に取り立ててくれたミルガウスに忠義以上の好意を抱いて彼のためならたとえ非情な任務であっても遂行する覚悟を持ち合わせている。アッシュとは立場上敵対関係にあるが、二度に渡り命を救われ、以来恩義を超えた好意を内包するようになる。
世界会議の前日にクラウスの命でエーコを拉致し彼女が強制的に竜化するきっかけを作る。モルドレッドが倒されたことでミルガウスを失う形となり失意に打ちのめされていたところをアヴドーチャに発見されて捕らえられ、騎士国の捕虜となるが、ジュリアスやアヴドーチャの取りなしにより刑を免れ、以前アッシュとエーコを調査するために潜伏していた「ラ・テーヌ」の店長（声 - 根谷美智子）に身元を引き取られ、そこでウェイトレスとして働くこととなった。
その後はミラベルの護衛などを務めるうちに、アヴァロン聖竜皇騎士団に加わる。魔導艦〈エスカヴァロン〉発見時にミラベルから操舵手に指名され、操舵の技量が高かったこともあり、対人戦闘などでブリッジから離れるとき以外は同艦の操舵を担当していた。〈エスカヴァロン〉が〈デミウルゴス〉に鹵獲された後は、オスカーから贈られた魔導艇〈デュランダル〉の操舵を担当している。
大陸会議におけるデミウルゴスの蜂起の際は、〈ゲシュペンスト〉のマオとの対戦する。その最中マオに乗せられてアッシュへの好意を告白させられた上、アヴドーチャが実の姉であることを知らされる。戦闘後は駆けつけたアッシュにキスをして、自分から彼にアプローチをするようになる。
ゼノグラヴィアの決戦にて、魔薬〈エキドナ〉を盛られて洗脳されたアヴドーチャと激突。クーを倒された怒りから彼女を殴りつけて洗脳を解き、初めて姉妹として対面した。直後のモルドレッドの暴走時は、ナヴィーに「前世（ミルガウスであった頃）のモルドレッドと最も強い縁を持つ者」として選ばれ、新たな相棒「ネハレンニアの騎士」になる。
完結編『星を継ぐ者』では、アッシュたちに同行して各国首脳の極秘会談に出席する。〈方舟〉突入作戦ではデュランダルで待機していたが、暴れだした魔獣たちを抑えるべく竜化したモルドレッドと共に出撃、アッシュらと共に戦争を終わらせた。
世界終末戦争終結後、聖竜皇騎士団から脱退、モルドレッドと共にゼノグラヴィア山脈へ帰還し、建国された山岳国家タンタロスの初代統領となる。
星刻（ネハレンニア冥竜王家の紋章）は背中全体に刻まれている。
モルドレッド（冥竜王）
声 - 黒田崇矢
幾星霜の永きに渡りアヴァロン聖竜皇家と争っていたネハレンニア冥竜王家の末裔。漆黒の体躯と渦を巻いた角、9つの眼を持つ邪竜。ジュリアスに殺される寸前、肉体を捨てて幽体となり彼へ憑依してその身体を支配した。
アヴァロン聖竜皇家の皇女であるエーコが幼竜となって現世に誕生したことを知り、彼女を強制的に竜へと覚醒させてその肉体とナヴィーの叡智を奪い冥竜王として完全復活することを目論んだが、最後の最後で失敗しエーコの身体から追い出され、再び幽体となってシェブロン王国へと逃走。王国に留学していたカサンドラに憑依し、力を蓄えるために眠りについていた。
その後、エーコ同様に人間の少女の姿で転生したものの前世の記憶を失い、その身柄は〈デミウルゴス〉に捕らえられ、アンネゲルトの巨大装甲機竜〈ブリュンヒルデ〉に組み込まれ動力源として利用されていた。ルクレツィア救出作戦の折、撤退間際のアンネゲルトの手により強制的に竜化し、怒りのままに暴れるが、ナヴィーの機転によりカサンドラとの契約を解除され、新たにアーニャを相棒として再契約し、彼女の呼びかけによって鎮められた。アンサリヴァンでは「ラ・テーヌ」のマスコットとして可愛がられているが、未だに言葉を話せず、アーニャ以外には懐いていない。完結編『星を継ぐ者』では、レイヴァース大河での戦いで無意識に魔力を使ってアーニャたちを救った。
世界終末戦争終結後、アーニャと共にゼノグラヴィア山脈へ赴き、タンタロス族から守護神の如く崇められている。
漫画版ではミルガウスの身体から離れた精神体がエーコやナヴィーへの当て付けとして、「自身の嫌う人間」を基に左腕にガントレットを装着した半竜半人の少女姿で現れ、アッシュと直接対峙した。
ミラベル・ロートレアモン (Mirabel Lautreamont)
ロートレアモン騎士国第三王女。魔導艦シルヴァヌスの設計者でアンサリヴァン騎竜学院の学院長。
既に機械工学と考古学の学位を修得し、最高峰の頭脳を持つ生徒しか入学できないと言われるエスパーダ聖法大学院へ留学している類稀な知性の持ち主。凛然とした美貌と静かにして冷淡な口調、剣術指南役を務めるほどに優れたレイピアの腕前から〈銀光の賢乙女（アルジェント・メイガス）〉の異名を持つ。
非常にマイペースな性格で、どんな時でも自分の研究に没頭し紅茶を飲む時間が来ればそれを最優先する。大学院では聖遺学を専攻しており、セレスの左目の秘密にいち早く気づいたが彼女の悪行を止めることなく「研究のため」と逆にこれを強要するなどやや危ないところがあり、また自らが設計した魔導艦〈シルヴァヌス〉自体をこよなく愛するというメカフェチの要素もある。その一方で恋愛沙汰には免疫が無く、アッシュに手を握られただけでときめいている。
フォーティーン城におけるエーコの竜化による騒動の後、ヴェロニカの命によりアンサリヴァン騎竜学院の学院長に就任する。表向きはエーコの監視のためだが、本人はアンサリヴァンの地下にある古代遺跡の探索を目的としていた。結果〈エスカヴァロン〉を発見し、聖竜皇騎士団結成後は王位継承権を返上して自らも加わり、学院長の職を続けながら艦の研究を行っていた。〈エスカヴァロン〉が〈デミウルゴス〉に鹵獲された後は、学院長兼任でアヴァロン聖竜皇騎士団の一員として活動している。
世界終末戦争終結後、結局はオズワルドがミラベルの王位継承権返上を承諾しなかったことで、次期騎士王シルヴィアの下で学問の分野を担当することとなり、聖竜皇騎士団から脱退した。
ユニス・シェリー (Eunice Shelley)
ミラベルの専属メイド。元は孤児であり、選抜試験を経てシェリー家の養子になった。戦闘能力はないが、彼女の淹れる紅茶が美味しいと理由でミラベルに見初められ仕えている。
ミラベルが皇位継承権を返上して聖竜皇騎士団に参加して以降も、姫様と（本人了承の元で）呼んでいる。
世界終末戦争終結後、ミラベルと共に聖竜皇騎士団から脱退した。

### ロートレアモン騎士国

#### 王族
オズワルド・ロートレアモン (Oswald Lautreamont)
声 - 土師孝也
ロートレアモン騎士国の現国王にして騎士最高の称号「騎士王（パラディン）」の持ち主。だがその実態は称号に見合ったとは思えない丸々と太った凡人であり、マザー・ドラゴンから幼竜を授かることはなかった。
亡き妻エリザベスとその子供達を溺愛しており、その愛情はシルヴィアやヴェロニカを鬱陶しがらせ、そしてその威厳はアッシュがドン引きするほどに暑苦しい。
大陸会議を前にアッシュとエーコの活躍を聞きつけ、竜騎士の称号を授けるべくシルヴィアと共に2人を首都へと呼び寄せたが、不運にもそれが各国との関係を悪化させてしまう原因となった。
その後、〈アンサリヴァンの五百年祭〉で開催された〈聖騎武闘祭〉の決勝戦では、ユリエルの策謀で魔人化したオスカーを恐れて、王国要人たちと共に魔導艦〈クラウ・ソラス〉へ逃げ込むが、ユリエルに捕えられた挙句に騎士国に降伏を促す為の材料として利用されるが、ラクエルの機転により無事解放された。
〈デミウルゴス〉の世界同時多発テロでは、隠し子であるウルスラの裏切りと彼女の本性に衝撃を受ける。また、城から落下しそうになった自分を救出したリンダの勇敢さを見初め、彼女の迷惑も顧みず求婚を繰り返しては、フリーダら使用人たちに取り押さえられていた。世界終末戦争では、自ら出陣し剣を振るって魔獣と交戦し、フリーダにオルエッタの事情を教えた。
世界終末戦争終結後、ついに引退を表明し、楽隠居を決め込む模様。最近では、オルエッタに惚れ込んでいると評判になっている。
ジュリアス・ロートレアモン (Julius Lautreamont)
声 - 子安武人
ロートレアモン王家の嫡男（長子）でロートレアモン騎士国第一王子。28歳。
竜騎士にしてアンサリヴァン騎竜学院の生徒会長と将来を約束された身でありながら、10年前に相棒がネハレンニア冥竜王家の末裔であると知ったことから騎士国最大の禁忌〈竜殺し（ドラゴン・スレイヤー）〉を決意する。相棒の激しい抵抗に合い、左腕を食い千切られ窮地に陥ったところで加勢に入ったヴェロニカに救われ、結果的に彼女が負った竜殺しの罪を庇い自らが全てを背負って処刑された。しかし処刑は偽装で、情けをかけた父により国を追放され、流れ着いたゼファロス帝国の地でクラウスに拾われる。その後は殺したはずの冥竜王モルドレッドに肉体を奪われたまま、ミルガウスの名で帝国軍情報部に所属、魔導工学の新技術である屍灰竜の実験のため騎士国内で竜の遺灰を盗み、屍灰竜を出現させてアンサリヴァン市やウィリンガム霊廟を襲撃させた。
大陸会議の前日に行われた仮面舞踏会にて、竜化したエーコの肉体を手に入れようとモルドレッドの幽体が抜け出たことでジュリアスとしての精神を取り戻し、憑依されている間に覗き見たモルドレッドの記憶から全ての真実をアッシュへ告げてエーコ奪還のため全面的に協力した。その後、騒ぎになるため公には存命の事実は伏せ、城を離れアンジェラと共に旅をしていた。しかし、ゼファロス帝国での異変を察知し、自分の子を身ごもったアンジェラを帰国させ、自身はミルガウスであった頃の経験を活かして共和国宣言を行ったゼファロス領内に潜入して隠密行動を行っていた。しかし、〈ゾノ＝トーンの方舟〉にまつわる資料を入手した際に〈デミウルゴス〉に発見され、逃亡する際に重傷を負った。そして、重傷を隠してアーカム城にいたアッシュたちと再会し、アッシュたちに〈ゾノ＝トーンの方舟〉の資料を渡した直後に倒れるが、アーカム王立病院の医師たちの手術で一命を取り留めた。世界終末戦争では、アンサリヴァンで魔獣に襲われていたアンジェラと娘のエリザベスを、間一髪で駆け付けて守った。
世界終末戦争終結後、騎竜学院の教官に就任し、黒縁の眼鏡をかけて口ひげを蓄えた姿になっている。
相棒は聖竜（冥竜王）モルドレッド。星刻は背中に存在。アッシュと同じく背中全体に禍々しい模様が描かれている。 
モルドレッド（聖竜）
ジュリアスの相棒である聖竜。善（聖竜）と悪（冥竜王）の2つの精神を宿しており、善の精神だけがジュリアスに忠誠を誓っていた状態だった。冥竜王の復活を阻止するため、自らと共に邪悪なもう一方の精神を殺させようとしたが寸前に幽体となって逃げられ、自分のみが殺される結果となった。
その遺灰はフォンティーン城にて管理されていたが、帝国に密かに奪われ、ミルガウスの手により屍灰竜と化す。アンサリヴァン市を襲撃、街を破壊しエーコを捕らえるが、聖騎甲を纏ったアッシュが騎乗したことで郊外へ逃がされる。そこで再び自分を殺してほしいと懇願し、願いを聞き入れたアッシュの〈エクス=レ=バン〉によって滅ぼされた。
当初は正体不明の竜だったが、後に遺灰が盗まれていたこと、生前の姿と襲撃事件での屍灰竜としての姿を見ていたシルヴィアが感じていた既視感から、モルドレッドであることが判明した。
ヴェロニカ・ロートレアモン (Veronica Lautreamont)
声 - 遠藤綾
本作のヒロインの一人で、ロートレアモン騎士国第一王女。
美貌にそぐわぬ程の鋭い眼光と苛烈極まりない性格から〈鉄血の戦乙女（アイアンブラッド・ヴァルキリー）〉の異名を持つ騎士。その眼光ゆえにマザー・ドラゴンが慄き幼竜を授けなかったという逸話がある。
己の美学により常時において騎士鎧を着用。剣一本でバシリスクを討ち倒し、モルドレッドにとどめを刺した程の達人で、戦闘の際には巨大なクレイモアを軽々と振り回す。
竜に騎乗できないハンディを帝国から亡命してきた科学者を召抱えて魔導艦〈シルヴァヌス〉を建造させることで補い、騎士団を率い各地の紛争地域へ出撃しては敵対勢力を叩き潰している。その戦闘は情け容赦など無く、敵からも味方からも恐れられている。
幼少の頃からイジメに等しき凄まじい訓練を受け続けてきたシルヴィアにとっては最も恐ろしい人物であり、今でも名を聞いただけで卒倒し震え上がるほどの強烈なトラウマが残っている。しかし、実のところはシルヴィアのことをこれ以上ないくらいに溺愛しており、普段の厳しい態度も、いつか彼女が騎士王の座へ就くに相応しき人物となるための愛のムチである。誰も見たことがないという私室には、大小様々なシルヴィア関連の品が所狭しと納められている模様。また、男性と深い仲になったこともなく、魔人オスカーとの戦いで負った怪我で入院している間の出来事がきっかけで、アッシュを異性として意識している。
完結編『星を継ぐ者』では、騎士国の代表として各国首脳の極秘会談に出席する。そして、会談中に起こった〈血の黄昏〉のテロで捕えたマルグリットの尋問を自ら行った。そして、作戦会議で決まった〈ゾノ＝トーンの方舟〉への突入作戦には参加せず、ヴィットーリアが自白した第二次ゼノグラヴィア戦争への警戒の為に騎士国の防衛に務めることになった。
世界終末戦争終結後、騎士王に即位するシルヴィアの下で、引き続き軍事を担当することになった。
カサンドラ・ロートレアモン (Cassandra Lautreamont)
ロートレアモン騎士国第二王女。
他の姉妹とは一線を画す蠱惑的な美貌で世の男を魅了して止まないことから〈魔性の妖花（ディアボリック・ベラドンナ）〉の異名を持つ。
シェブロン王国へ留学中に突如王国の第三王子ユリエルとの婚約を発表したことで世間を驚愕させる。フォンティーン城から逃亡した冥竜王モルドレッドの新たな宿主となっており、その背中にはモルドレッドの星刻が刻まれている。
ユリエルの策謀に協力していたが、敗北を悟ると彼を見限り魔人へと変え、自身は姿を消した。その後〈デミウルゴス〉の〈七翼将〉の一人になったが、情が移っていたモルドレッドを道具として利用するサヴォナローラの方針に反発し離反、逃げ切るためにキーラから盗んだ魔薬〈ガラテア〉を自ら服用し植物状態になった。その後は紆余曲折あってアッシュたちに保護されるが、〈エスカヴァロン〉に潜入したヴィットーリアに身柄を奪取されてしまった。
しかし、植物状態になった後、彼女の精神は冥竜王家の遣竜工房に飛ばされており、訪ねてきたナヴィーの提案でモルドレッドを救うべく契約を解除した。〈方舟〉での戦いでは、意識の無いままキーラの生体兵器〈グラシャラボラス〉の胸部に埋め込まれるが、ルッカの単独での騎竜演舞・零の舞“双翼の誓雨”で無傷で解放された。
世界終末戦争終結後に復活し、今後は騎士王に即位するシルヴィアの下で芸術と外交を担当することになった。

#### 国民
コゼット・シェリー (Cosette Shelley)
声 - 生田善子
シルヴィアの専属メイド。シルヴィアが授業中の時はエーコの世話を担当している。誰に対しても物腰柔らかく笑顔で話すが、言動は常に飄然としていて割と毒舌。
たった一人でシルヴィアの世話をするなどメイドとしての技能もさることながら、変装術や体術、諜報活動においても達者な技術を持ち、ヴェロニカと正面から対峙しても余裕を見せる豪胆さや、ランスロットを抑え付けシルヴィアやアッシュを近付いただけで昏倒させるほどの凄まじい闘気を放つ等のことからレベッカをして「底が知れない」と言わしめる凄腕の女性。
ラブロック地方でのヴィットーリアとの交戦の末に敗北し、行方不明となる。その間はマキャベリによって魔導工学と魔導薬学による洗脳措置を施され、ヘルメットを装着しホロウのコードネームを与えられマキャベリの配下として活動していた。〈血の黄昏〉の“聖務”の際には、民衆に紛れて逃亡したベアトリーチェを捕縛するために装甲機竜を率いてアルテア開門橋要塞に突入、主君であるシルヴィアと交戦する。ヘルメットを破壊したことで正体を知ったシルヴィアに洗脳装置である戦闘スーツの大半を破壊され、彼女の心からの叫びによって正気を取り戻した。直後、マキャベリの企みを伝え、殿として残ったヴィットーリアを倒しリベンジを果たした。〈方舟〉への突入作戦にも参加し、〈方舟〉の近くでミラベルたちと〈デュランダル〉で待機していたが、暴れ出した魔獣群を機竜に搭乗して迎撃した。
プリムローズ・シェリー (Primrose Shelley)
声 - 加隈亜衣
コゼットの実姉で、魔導艦〈シルヴァヌス〉で働く雑用メイド。妹とは正反対に壮絶なまでのドジっ子・天然ボケで艦内のトラブルメーカー。その後、新造された〈シルヴァヌスII〉でもメイドを務めている。
アヴドーチャ・キルツカヤ (Avdocha Kiltzkaya)
声 - 小林ゆう
〈断罪のアヴドーチャ〉の異名を持つタンタロス族出身のテロリスト。まるで子供のような外見をした女性であるが、狡猾さと戦闘力においては異名に相応しい実力の持ち主。ペットであるバシリスクの「クーちゃん」に騎乗する。
聖ヴァレリア教会を襲撃し人質の交換条件にヴェロニカの命を要求、交渉人として参じたアッシュを軽くあしらい人質の中にいたシルヴィアを辱めて騎士の名折れと罵倒する。しかし騎士王となる覚悟を決めたシルヴィアの啖呵と、直後にレベッカとグレンの奇襲を受けてテロは失敗。自身もアッシュの固有魔装によって氷漬けにされてしまった。
しかし実際には5年前にヴェロニカに敗北し彼女の軍門に下り、外人部隊の隊長として活動しており、襲撃テロもシルヴィアに決意を促させるためヴェロニカが仕組んだ茶番劇だった。敗北した彼女があえて命乞いをしたのは、生き別れた妹であるシャマラ（=アーニャ）を探すという目的を果たすためであった。その後、フォンティーン城でのエーコ覚醒騒動でアーニャが捕縛された際、アーニャのマフラーに刻まれた名前を見て彼女が妹であることに気付き、ヴェロニカを通じて彼女が免罪されるよう計らい、戦いから遠ざけるためにあえて自分の素性を伏せたまま接していた。
〈デミウルゴス〉による世界同時多発テロでは、エスパーダ聖翼騎士団に潜入していた〈デミウルゴス〉の戦闘員の不意打ちを受け拉致され、魔薬〈エキドナ〉による洗脳を受けアンネゲルトの私兵〈ペルーダ〉として使役される。ルクレツィアを捕らえるため投入されるが、アーニャの説得と拳で正気を取り戻し、彼女らと共に〈ロスヴァイセ〉を奪還した。
世界終末戦争終結後、ゼノグラヴィア山脈へ帰還し、リラと共に初代統領アーニャの側近を務めている。
グレン・マクガイア (Glenn McGuire)
声 - 堀江一眞
竜騎士団の親衛隊長。ヴェロニカの側近として常に彼女と行動を共にしている美丈夫。
ジュリアスの親友で、昔はシルヴィアにも親しく接していたかジュリアスが（表向き）処刑されたことにより表情を失い、冷血な眼差しを帯びるようになる。後に仮面舞踏会の会場でジュリアスの生存と彼が竜殺しの罪を犯した真意を知り、表情を取り戻した。
相棒は聖竜「フェルグス」。称号は「聖天竜騎士」。固有魔装は魔剣・カラドボルグ。
フェルグス
グレンの相棒である聖竜。聖騎武闘祭におけるオスカー魔人化の際は、奮戦の末に気絶したグレンに代わり、アッシュを乗せて戦った。
オルエッタ・ブラン (Orletta Blanc)
声 - 相坂優歌
翼竜に乗って各地を飛び回る第一級宮廷郵便士。急降下して着陸する癖があり、毎度激突音と共に登場する。
ウルスラの同期で、本来は彼女に次ぐ実力を持つ聖天竜騎士だったが、宮廷郵便士だった祖父への憧れから騎士団加入を辞退し今の職を選んだ。
完結編『星を継ぐ者』では、騎士国防衛のため本来の実力を解放し、騎士国を守り抜いた。世界終末戦争終結後は、臨時の期間限定という条件で聖竜騎士団長を務め、求婚してくるオズワルドから逃げ回る日々を送っている。
マーリン
オルエッタの相棒である翼竜。本来は聖竜に成長できるが、騎士ではなく郵便士であることを望むオルエッタの意向で翼竜の姿を保っていた。
アンジェラ・コーンウェル (Angela Cornwell)
声 - 寺田はるひ
アンサリヴァン騎竜学院上級課程の担任教師。25歳。
ロートレアモン騎士国を代表するドラゴン研究の最高権威でアンサリヴァン市内の寂れた館に研究所を構えて日々研究に没頭している。興味のある検体は即座に解剖しようとする傾向がある。
マザー・ドラゴンから幼竜を授かることはできなかったが、竜輝華晶を使った竜媒魔法において達人級の実力を持つ。
学院からエーコの検査を依頼された矢先に彼女を拉致し、早速解剖を試みようとする。寸前でアッシュとシルヴィアが乱入したことにより解剖は失敗しエーコを奪還されるが、その際に見たアッシュの星刻にも興味を抱き、二人をすぐ傍で観察するべくアンサリヴァン騎竜学院の教師に赴任した。
ジュリアスの帰還後は、彼と行動を共にしていた。その途中で彼の子を宿すも、ゼファロスでの隠密行動を開始したジュリアスと別れて騎士国に帰国する。出産のためアンサリヴァンを訪れていた際に産気づき、騎竜学院の医務室に運び込まれ女児エリザベスを出産し、駆けつけたアッシュらにジュリアスの近況を伝えた。
世界終末戦争終結後、ジュリアスと共に教官を務めており、アッシュたちの卒業式にもエリザベスを抱きながら列席した。
フリーダ・シェリー (Frida Shelly)
声 - 相坂優歌
シェリー家の一員で、騎士王オズワルド専属のメイドも務める宮廷メイド長。コゼットやプリムローズとは従姉妹同士である。
性格は厳格で、好き勝手に動くオズワルドを腕ずくで黙らせている。世界終末戦争では、自ら出陣したオズワルドと共に魔獣群と交戦した。
リンダ・ブレイク (Linda Blake)
アッシュの5歳下の妹。聖誕暦1366年の春に騎竜学院に入学する。
小さい頃から「お兄ちゃんのお嫁さんになる」と宣言しており、今でもその想いを変わらず抱くブラコン。そのためアッシュの周囲にいるエーコ達を警戒している。
兄同様にどんなドラゴンも乗りこなす才能を持っており、アッシュは「本来エーコを授かるのはリンダだったのではないか」と推測していたが、後のアルバーンの告白によって〈聖杯〉の血族だと判明し、アッシュは推測が当たっていたことを実感した。〈方舟〉への突入作戦にも、隠れて同行した。
星刻は腹部に大きく刻まれており、アヴァロン聖竜皇家やネハレンニア冥竜王家とも異なる天秤のような模様をしている。
パーシヴァル
リンダの相棒として新たに誕生した幼竜。名前はアッシュがリンダに読み聞かせていた本に登場する英雄から取った物。白銀の体毛をしたぬいぐるみのような外見で、毛玉のような尻尾にほとんど鳴かないのが特徴。
リンダがウルスラ襲撃の前に瀕した際、彼女を守るために自らの意思で産まれる。およそ竜とは思えない瞑らでか弱い姿から周囲は半ば珍獣扱いしているが、無双を誇るウルスラの剣撃を未知の障壁で難なく受け止め、幼竜にも関わらず聖竜であるガラハッドを威圧するなど、計り知れない潜在能力を秘めている。実は、次に賢竜王インボルクが復活した時に備えて竜族が秘密裏に完成させていた対インボルク用の最終決戦兵器であり、ドラゴンであると同時に兵器でもある特殊な存在。ただし、パーシヴァル自身の意思では重力系の特殊魔導砲弾を発射できず、聖竜皇と冥竜王が同時に起動しないと発射できないという条件がある。世界終末戦争で覚醒し、エーコとモルドレッドを自身に搭乗させて、重力系の特殊魔導砲弾を続けざまに発射して、〈方舟〉と《ステラ＝ネメシス》を消滅させた。
ロザリー・ソーンダイク
騎竜学院の新入生である女生徒で、リンダのルームメイト兼友人。名家の出身で、細身の体形をしている。
フィリ
アルバ村での戦いの後に誕生した、ロザリーの相棒である翼竜。
セルマ・ハミルトン
騎竜学院の新入生である女生徒で、リンダのルームメイト兼友人。新入生とは思えない程、乳が発育している。
バース
アルバ村での戦いの後に誕生した、セルマの相棒である地竜。
アリーシャ・ブレイク
アッシュとリンダの母親。巨乳の美女で、二児の母とは思えないほど若々しい容姿をしている。ほんわかした性格ではあるが、夫であるアルバーンが何か思いつめていることを察している。
最終決戦の一ヶ月前に、アルバ村を訪れたペネロペたちによって、アルバ村の住民と共に〈デミウルゴス〉に拉致された。そして、〈方舟〉の移民収容区画にアルバ村の住人たちと共に冷凍睡眠状態で収容されていたが、レベッカたちによって〈方舟〉の外に運び出された。
世界終末戦争終結後、意識を取り戻しアルバ村へ帰還して、通常通りの生活を送っている。アッシュたちの卒業式の前日まで夫アルバーンの死を悼んで喪服を着用していたが、卒業式に列席した際には白地の礼服を着用し、その美貌もあって周囲の注目を集めている。
アダム・ブレイク
アリーシャの父で、アッシュとリンダにとっては祖父にあたる。二十年前に森で倒れていたアルバーンを拾い、自宅で介抱し居候させていた。
それから数年後、アリーシャを嫁にもらおうとしたアルバーンに出自を打ち明けられた。しかし、敬虔なロサ・マリア教徒だったために彼の話す真実を受け入れることができず、教会に密告しようと家を飛び出し、森で追いついたアルバーンの再度の説得にも耳を貸さず、彼を教会に突き出そうと襲いかかったため、アルバーンにより事故に見せかけて殺害された。

#### エクブラッド人
ラース・ノルデンショルド・サーリネン
エクブラッド人自治区の統領で、ルッカの養父。外見は四十代だが一世紀半を生きており、ゼノグラヴィア戦争にも参戦した。
ロズ＝ベルグ
ラースの相棒である聖竜。ラース同様に既に高齢であるため、高速飛行はできない。
フレデリカ
エクブラッド人の祖先であるエルフの遺産・ユルハ神殿を預かる神官長の女性。外見は十代の少女だが、アッシュは実年齢はもっと上だと推測している。

### ゼファロス帝国
クラウス・ヴィターハウゼン (Klaus Viderhausen)
声 - 宮下栄治
ゼファロス帝国の軍閥貴族で、ヴァン＝デンハル辺境伯の座に就く金髪の美形青年。ミルガウスの庇護者であり、他にもホフマン博士（声 - 津田健次郎）を含む国を追われた科学者達を庇護して魔導工学の研究に当たらせていた。
高齢を理由に参加を辞退したゼファロス皇帝オルトフォンVIII世の代理人として大陸会議に出席、会議の前日に行われた仮面舞踏会の席において竜として覚醒したエーコが自らの旗艦〈ベオウルフ〉を破壊したことから「騎士国のドラゴンが帝国の艦を沈めた」という状況を各国の首脳陣の前で作り出した。
〈聖騎武闘祭〉の一件後、自分の計画を潰したアッシュとエーコへの意趣返しからユリエルの策謀に乗り、私有の部隊〈氷狼（フェンリル）〉とアンサリヴァンの竜達を支配下に置いた〈闇黒の竜閃隊（シュヴァルツ・ドラッケン・パンツァー）〉を率いてフォンティーン城に攻め入った。しかし再度アッシュ&エーコに阻まれ失敗し、クリームヒルトと共にロートレアモン聖竜騎士団に捕えられた。
ミルガウス (Milgauss)
声 - 子安武人
クラウスの従者。帝国軍人でありながらロートレアモン騎士国の公用語であるシェブロン語を流暢に話す仮面の青年。左腕を欠損しており、帝国製の義手を装着している。
その正体は、ジュリアスの肉体に憑依した冥竜王モルドレッド。
クリームヒルト (Kriemhild)
シェブロンからの技術提供により、両目に冥星石を埋め込まれて後天的に〈冥星石の仔ら〉の力を得た少女。歌を唄うことで、ドラゴンを魔竜化させて操る能力を持つ。元々は裕福な家に生まれた普通の少女だったが、事故で両目が潰れ、その後に生まれた妹に両親の寵愛を奪われ孤独になった。その境遇の末にクラウスに拾われたことから、彼を慕っている。クラウスに連れられてアンサリヴァン市に侵入し、歌声で竜たちを支配し、フォンティーン城へ攻め入る。しかし、アッシュとエーコに敗れてクラウスと共にロートレアモン聖竜騎士団に捕えられた。
その後、クラウスに利用されていただけに過ぎなかったことや、まだ幼いことなどが情状酌量され釈放、歌手を夢見ていた彼女の希望を聞いたヴェロニカとオスカーの計らいで、シェブロン王立歌劇団に入団している。
ルクレツィア・エーデルガルト・フォン・ゼファロス
ゼファロス帝国第五皇女。巨大な魔剣ユングフラウを所有しており、〈魔剣皇女（シュヴェルトライテ）〉の異名を持つ。
エスパーダ聖庁編では、外交団の代表として魔導艦〈ロスヴァイセ〉に乗船して聖都エスパーダを訪れて、とある縁でアッシュと会談して親しくなる。〈デミウルゴス〉の同時テロではアッシュやシルヴィアと共に脱出し、デス・ゲームではシャオメイと交戦して勝利した。
エスパーダ動乱の後は帰国するが、ゼファロス革命の勃発により形勢不利となってゼノグラヴィア山脈に身を潜めた。しかし、革命派の罠にはまって洗脳されたアヴドーチャによって捕縛され帝都に連行されそうになったところを、駆け付けたアッシュたちによって救出され、騎士国に亡命した。その2か月後、アッシュとリンダの里帰りに同行したことでアンネゲルトの来襲に遭遇、シルヴィアと共にランスロットに乗って自ら戦場に赴き、アッシュたちの奮闘もあってアンネゲルトの捕縛に成功した。
世界終末戦争では、シェブロンとゼファロスの国境で第二次ゼノグラヴィア戦争が勃発しかけるが、単身で両軍の前に立ちはだかり、ゼファロス側の将兵たちを命懸けで説得し、彼らを従え《ステラ＝ネメシス》の起動で襲い来る魔獣群を迎撃した。
世界終末戦争終結後、共和国の腐敗を一掃した後で帝国を復活させ、皇帝に即位した。
リラ
タンタロス族の少女で、魔獣使いの才能がありサーベルタイガーのムイシュキンを従えている。以前からゼファロス帝国がタンタロス族の統一を援助したのに加えて、ルクレツィア領がゼノグラヴィア山脈に隣接していたこともあって、ゼファロス革命から逃げてきたルクレツィアを匿った。しかし、革命派が山脈に侵入してきたことからルクレツィアに逃がされ、落ち延びた先にいたアッシュとシルヴィアに出会いルクレツィアの窮状を伝えた。ルクレツィアが騎士国に亡命してからも彼女に仕えており、〈ロスヴァイセ〉の操舵士を務めている。アーニャのことは、彼女が戦死したはずの先代族長だと知ってからは余所余所しく接していたが、アルバ村への航行中にアーニャから「全て終わったらモルドレッドと共に山に戻り、タンタロス族の今後について考える」というメッセージを受け取り、改めてアーニャと向き合うことを決めて、その後でアーニャと和解した。
世界終末戦争終結後、ゼノグラヴィア山脈へ帰還し、アヴドーチャと共に初代統領アーニャの側近として仕えている。

### シェブロン王国
オスカー・ブレイスフォード (Oscar Brailsford)
本作ヒロインの一人。元アンサリヴァン騎竜学院上級課程2年で生徒会副会長。シェブロン王国の貴族で、王位継承者の中では唯一の竜騎士だった。
副会長でありながら役職を放棄し、授業にもほとんど参加しないアッシュとは別の意味での問題児だった。人の話を全く聞こうとせず、欲しいものを得るためにはどんな手でも使う自分勝手な性格。
〈音速の貴公子（ザ・バロン・オブ・ソニック）〉の異名を持つ美男子として有名であるが、その正体はシェブロン国王と平民である母親の間に生まれた女性。早くから正体を見破ったレベッカの口封じのために強引に生徒会副会長の座に就き、彼女を王妃にせんと執拗に結婚を迫っていた。後にアッシュにも正体を知られてしまうが、自分が世継ぎを残せるため逆に好都合だとアッシュにも結婚を迫り、そのための手段としてアッシュに女装をさせ、即座に男女の既成事実を造り上げようとした。
国王と共に老いた国の現状と次期国王の継承権争い、それによってもたらされる世界大戦の危機を嘆き、自らが国を守ろうと王侯貴族であるブレイスフォード家の養子となり、性別を偽って第108位という王位継承権の最底辺からシェブロン国王の座へ登り詰めると決意。そのための強力なカードとして不老不死の生き血を持つとされるエーコを国王へ献呈するために、彼女の身柄を狙い始めた。
〈聖騎武闘祭〉では予選でマックスに勝利し決勝戦へ進出、アッシュとシルヴィアの二人を相手にしてこれを圧倒するほどの実力差を見せ付けるが、セレスの裏切りによって突如トリスタンと共に魔人化し国王の命を狙い、相対したヴェロニカをトリスタンの触手によって捕獲する。しかし魔人となった不甲斐なさをアッシュに叱咤されたことで自分を取り戻し、聖天竜騎士となったシルヴィアとエーコの竜綺華晶の力で魔人化から解放される。
一連の行為はお咎め無しとされ、自分を救ってくれたアッシュの前でシェブロン王国初の女王となってみせると宣言、その時はアッシュへ婿になるよう女性としてプロポーズをする。なお、この時に生徒会の面々には自分の正体を明かしている。
ザカライアスIII世崩御による一時帰国後、魔薬〈ガラテア〉を盛られ操り人形の状態にされるが、アッシュ達アヴァロン聖竜皇騎士団の活躍により救出。その後、アッシュとルッカの舞う騎竜演舞・零の舞〈双翼の誓雨（オラトリオ）〉により意識を取り戻した。そして王位継承による内乱を抑え、史上初の女王「オスケイアI世」として即位した。以降は主に行動する機会こそ少なくなったものの、女王権限を利用してシェブロンへの滞在許可や魔導艇〈デュランダル〉をプレゼントするなど、聖竜皇騎士団に便宜を図っている。
世界終末戦争では、シェブロン王国軍を率いてゼファロス共和国軍と対峙するが、ルクレツィアの説得で共和国軍が帝国軍に戻って第二次ゼノグラヴィア戦争が回避できたかと思われた直後、《ステラ＝ネメシス》の起動で襲ってきた魔獣群を相手に、王国軍の指揮を将軍たちに委ねて自ら出陣して迎撃した。
相棒は聖竜「トリスタン」。称号は「竜騎士」→「聖天竜騎士」。固有魔装は不流の魔弓・フェイルノート。レベッカのゲイ・ボルグと同じく必中の能力を持つ。
トリスタン
オスカーの相棒である聖竜。黒色のたてがみに羊のような巻き角、眉間には眼のような形の黒水晶が嵌め込まれている。この黒水晶はセレスから分け与えられた冥星石であり、その力を持って僅かの間にオスカーへ聖騎甲を献呈できるほどの成長を遂げた。
冥星石の力で魔竜化した時の姿は全身が黒色化し、屍灰竜のように全身から触手を生やして獲物を攻撃する能力が追加される。
ザカライアスIII世 (Zacharias III)
シェブロン王国の現国王。色を好む性格で、百人以上の側妻を常に召抱えている。オスカーやユリエルたちの父親。
全盛期では賢王と称えられるも老いによる死の恐怖に苛まされ、かつての威光は見る影も無くなっていた。不老不死の薬を得ることに妄執しており、迷信であるはずの「アヴァロン聖竜皇家の生き血」を求めてオスカーにエーコの略奪を命じていた。
しかし、〈聖騎武闘祭〉決勝戦で魔人化したオスカーに襲われたショックで危篤状態となり、その後ラクエルによって崩御が公表された。
ユリエル・アルフレッド・シーヴァース・デ・ラ・ローザ・シェブロン (Uriel Alfred Seevers de la Rosa Chevron)
シェブロン王国第三王子。
王位継承権を持つ者の中で最も玉座に近い男としてオスカーが警戒する人物。現在はカサンドラとの婚約を発表し世間を賑わせている。
柔らかで気品ある物腰の中に腹黒さを抱える危険な男で、過去にはセレスの左目に注目し、貧困に窮する母親への安定した生活という人質同然の交換条件で彼女を国王へ献上していた。
〈アンサリヴァンの五百年祭〉参観のためザカライアスIII世が来訪したのを機にセレスへ命じてトリスタンとオスカーを操らせ、国王を殺害させると同時にオスカーの失脚を画策する。策は結果としてどちらも失敗に終わるが、悲観するどころかオスカーが自分のライバルたりえる人物であることを称え、今度はカサンドラの中で眠る冥竜王モルドレッドの覚醒を期待する。
9巻ではオスカーに魔薬を飲ませて人形状態にし、竜騎士の素質を子孫に継がせるための道具として妻に迎え王位を継承しようとするが、アヴァロン聖竜皇騎士団としてシェブロンに攻め込んできたアッシュ達の活躍で計画は破綻する。カサンドラに冥星石を埋め込まれ魔人と化し、魔導艦〈クラウ・ソラス〉までも取り込んだ異形の姿となるが、エーコの〈聖竜王家の吐息（セイクリッド・ブレイズ）〉により浄化され元に戻った。その後は治療を受け、オスカーに服用させた魔薬の解毒の手掛かりを教えて連行されていった。その後、オスカーの女王戴冠式にも、オスカーの意向で参列していた。なお、ユリエルは〈クラウ・ソラス〉の弐号艦を秘密裏に建造させていたが、ユリエルが捕まった頃はまだ建造中で、完成後にオスカーが運用している。
セレスティーナ・ラフォン (Celestina Lafon)
オスカーに仕える専属メイド。通称セレス。左目に着けた黒革の眼帯が特徴。言動・行動共に乱暴で主人をも容赦なく足蹴にする。
ネハレンニア冥竜王家の遺産である〈冥星石の仔ら（プルートゥ・チルドレン）〉の末裔で、眼帯で隠した左目には冥星石が寄生している。この目を気味悪がって父が家から逃げ出した上、代わりに自分を育てた母親が体を壊したことに苦悩し、当時は大変に卑屈で卑しい性格であった。
ユリエルに拾われ国王に献上されたことでラフォン家の養子となり、オスカーの監視役としてブレイスフォード家へ送られる。初対面で自分の左目を受け入れ、同時に秘密を打ち明けたオスカーへ心を開くようになり本来の性格を取り戻していったが、ユリエルへの忠誠心を捨てることは出来ず、聖騎武闘祭の決勝戦でトリスタンを操り、ザカライアスIII世の暗殺計画を遂行した（その前には独断でアッシュを人気のない廃墟に匿うという行動をとっている。口ではオスカーの味方でやってくれと言っているが、多少アッシュに惹かれている兆候が見受けられる）。アッシュやシルヴィアの奮闘で暗殺は失敗に終わり計画の実行犯として捕縛されるが、ミラベルの計らいで無罪放免となり、オスカーの説得により改めて彼女のメイドとして付き従うことを誓った。オスカーが女王に即位した後も、女王付きのメイドとして仕えている。
ドラクロワ
オスカーが女王になってから宰相を務める若い伯爵。
有能だが、同性愛者であり、彼の領地では王国内で唯一同性婚が認められている。アッシュにも会って早々に結婚を申し込んだため、彼からは苦手意識を抱かれている。
アンジェリーク・ドラクロワ
ドラクロワの妹で、15歳ほどの年齢ながらもアルテア開門橋要塞の司令官を務める。軍略に長けた才色兼備の武人だが、司令官という身分にありながらも自ら車を運転することを好む。
アルテア開門橋要塞に押し寄せた〈血の黄昏〉の巡礼団五百人を相手に対応に苦慮していたが、駆けつけたアッシュたちとの連携で一連の事件の解決にあたった。世界終末戦争では、拘留中のヴィットーリアを条件付きで釈放して、ラブロック地方に向かおうとするベアトリーチェに同行するよう取り計らった。

### エスパーダ聖庁
ラクエルIV世 (Raquel IV)
エスパーダ聖庁の現教皇。教皇の証とされる蒼輝色の髪に加え、蒼い右目と緑色の左目を持つオッドアイの美少女。わずか9歳で教皇の座に就いた神童で〈至純の女教皇（イノセント・ハイ・プリーステス）〉の異名を持つ。剣の師であるミラベルのことは「先生」と呼び慕っている。
愛読している女性向け小説『天空の竜騎士物語』から騎士に対して強い憧れを抱いており、アヴァロンの騎士団長として武功を立てていたアッシュに対面した際「お兄ちゃん」になって欲しいと懇願する。当初は身分違いも相まって戸惑っていたアッシュも年相応に無邪気な彼女と接する内に気持ちを汲み、正式に義兄妹の契りを交わす。実妹のリンダに対抗心を向けられても気づかずに「（アッシュの実妹ならラクエルにとって）お姉ちゃんですね」とすぐさま懐いて篭絡し、それらの大胆な行動力と天性とも言うべき可憐さには意図せずに他の女性陣を度々圧倒している。
その正体は、五大星具の一つ・星体ラクエルにして、初代教皇ラクエルI世と同一人物である。本人は以前の記憶を失っていたものの、〈デミウルゴス〉の世界同時多発テロにて世界中に秘密を暴露され、その後は〈レクス＝ゴライアス〉の一室に幽閉されていたが、〈ゾノ＝トーンの方舟〉内大魔導装置〈ヴァラスキャルヴ〉で肉体を成長させられ、インボルクの依代になってしまう。しかし、アヴァロン聖竜皇騎士団との戦いの果てに肉体からインボルクが追い出されたことで元の姿に戻り、無事救出された。
世界終末戦争終結後、信徒たちの要望で教皇に復帰し、ロサ・マリア教会が行ってきた非道の数々を公表し、ロサ・マリアの教えだけを信仰する「原始ロサ・マリア教」に回帰することを宣言した。
ペネロペ・デル・モンテ (Penelope del Monde)
エスパーダ聖庁枢機卿。ラクエルの後見人であり、エスパーダ聖翼騎士団の団長を兼任していた。表向きはラクエルとは主従というより姉妹のような間柄で、彼女とアッシュが義兄妹であることは姉心から了承していないように演じていた。
実は〈デミウルゴス〉の〈七翼将〉の第二位であり、養父でもあるサヴォナローラの命令でエスパーダ聖庁に潜入していた。元々は戦災孤児であり、サヴォナローラに拾われて養女になったが、アンネゲルトにはその出自から見下されている。
エスパーダ動乱の後、〈デミウルゴス〉を信奉する新興宗教団体〈血の黄昏（クリムゾン・ダスク）〉を統轄していた。
世界終末戦争では、復活した賢竜王インボルクの言動に不審を抱いた直後に、人類を全て滅ぼすというインボルクに襲撃され、サヴォナローラを守ろうとしたが、アッシュたちが〈大神殿〉に突入した時には剣を握ったまま絶命していた。
アスクレピオス
エスパーダ聖法大学院の教授であり、ミラベルの師でもある女性博士。実年齢は二百歳を越えているが、外見は魔導工学の応用で童女の姿を保っている。エスパーダ聖庁からただひとり、〈大賢者〉の称号を与えられた天才。
ミラベルを溺愛しており、彼女の匂いを嗅ぐなどの変態的な行為に走る悪癖を持つ。アッシュたちからの相談を受けて、エーコの〈アヴァロンの腕輪〉にかけられた〈魔導蛇〉を解除するための修行の場として聖地アルバレスを提案し、エーコらを引率し自らも赴いた。
アッシュたちによって聖都エスパーダ壊滅が防がれた後、聖都を復興するために教皇代理に任命された。世界終末戦争終結後、教皇に復帰したラクエルを全面的に支持している。
ファナ
アスクレピオスが魔導工学で開発した自動人形で、外見は人間の女性と見分けがつかない。正式名称は『ファナティクスAMT-0001』。武装を内蔵しており、破損してもパーツを交換することができる。
世界終末戦争では、聖都エスパーダを襲撃する魔獣群を相手に自ら進んで迎撃し、聖都を守り抜いた。世界終末戦争終結後、聖都の住人たちから聖女の如く崇められている。

### ラブロック商工都市連合
ベアトリーチェ・スカルラッティ
ラブロック地方の東部都市群の名門スカルラッティ家の当主である少女。カサンドラとは、彼女が観光地であるラブロック地方を何度か訪れた際にスカルラッティ家に滞在した縁で親交がある。東部都市群を切り捨てようとするマキャベリに反発して、反マキャベリの活動を行っているため、マフィア扱いされていた。
〈デミウルゴス〉からの脱走を図ったカサンドラからの手紙を受け取り、自ら生き人形となった彼女をアッシュに託すために行動するが、マキャベリに騙されてそれを妨害することになったアッシュたちを正体を知らないまま襲撃する。しかし返り討ちにあって捕まり、アッシュが名乗ったことで互いの誤解を解いた。そして、アッシュたちが守護獣ムルシエラゴの暴走を抑えた後、ムルシエラゴが分泌し落としていった大量のミスリルを入手し、それを資金源に今後も反マキャベリ運動を続けることをアッシュたちに伝えた。
しかし〈デミウルゴス〉による世界同時多発テロの後、混乱状態になった商工都市連合の代表に就任する。これは〈デミウルゴス〉に民衆を人質にとられたことによる傀儡政権であり、結果として治安回復と引き換えに〈血の黄昏〉の教義蔓延を許してしまった。この状況を打破するために、“聖務”の巡礼団に紛れ込みアルテア開門橋要塞に辿り付き、再会したアッシュたちに事の成り行きを明かした。ヴィットーリアが捕縛された後、アーカム城へ移動し〈ゾノ＝トーンの方舟〉への突入作戦では自身も同行を望むが、オスカーに諭されてラブロック人の代表としてアーカム城に残ることになった。
世界終末戦争では、アンジェリークのはからいでヴィットーリアを連れてラブロック地方に戻り、ムルシエラゴの助けを借りて混乱を収拾した。世界終末戦争終結後、ラブロック商工都市連合の元首に選出された。

### デミウルゴス
グレゴリオ・サヴォナローラ / アルバーン・デ・パルマ
魔導結社〈デミウルゴス〉の盟主で〈七翼将〉の第一位。鉄仮面をつけた男性。
その正体は「聖杯」ことロサ・マリアの末裔にして、アッシュとリンダの父親であるアルバーン・デ・パルマ。20年前に行動を共にしていた父と兄、アルバレス聖杯騎士団を異端審問官に殺され、自身も深手を負って行き倒れていたところをアダムに助けられ、アルバ村のブレイク家に居候するうちにアリーシャと恋仲になる。彼女と平穏な人生を歩むべく結婚の許しを得るためにアダムに自身の素性を告げるが、口論の末に彼をやむなく殺害してしまう。たった一人の家族を奪ってしまった罪悪感からアリーシャとの生活を続け、アッシュとリンダを儲けて5年間家族として暮らしていた。そして、リンダが生まれて間もなくして現れた聖杯騎士団残党の使者から〈デミウルゴス〉の発足を聞いたことに加え、アルバ村にいることがいずれ異端審問官に発覚することを予測し、家族と村の身の安全を確保するためアルバ村を旅立ち、〈デミウルゴス〉盟主になった。
〈デミウルゴス〉の世界同時多発テロにおいて初めてその姿を世界に晒し、歴史の真実と結社の目的を語る。その際にアッシュが自身の息子であることに気づき、夏頃に単身アルバ村に帰還、夏期休暇に入ったアッシュたちをアリーシャを介して呼び寄せ、アッシュに自らの正体と「聖杯」にまつわる真実を告げて、〈デミウルゴス〉への加盟を提案した。その深夜に直面したアンネゲルトの叛逆においては、家族と村を守るためアッシュたちと一時的に協力し、翌日アッシュが起床する前に「お前はお前の道を行け」と置き手紙を残し〈レクス＝ゴライアス〉に戻り、マキャベリからの報告で賢竜王の復活の準備が整ったという報告を聞き、〈ゾノ＝トーンの方舟〉に向かう。
そして、ウルスラたちによって通路が切り開かれた〈ゾノ＝トーンの方舟〉の中枢部である〈大神殿〉を調べた結果、賢竜王インボルクとは遥か昔に人類・竜族・エルフを乗せて故郷である母星を離れて、この星に漂着しテラフォーミングを行ってこの星を母星の環境に近いものに変化させた星間宇宙船に搭載された人工頭脳であることをつきとめた。そして、遂に〈大神殿〉でラクエルを含む五大星具を大魔導装置〈ヴァラスキャルヴ〉を使用してインボルクの復活の儀式を始め、数日後に遂に賢竜王インボルクが復活した。しかし、インボルクにとって人類を絶滅させるという目的の前には〈デミウルゴス〉の連中も例外ではなく、アッシュたちが〈大神殿〉に突入した時には既にインボルクによって致命傷を負っており、自分の愚かさを痛感しながらアッシュに「アリーシャとリンダを任せた」と言い残して死亡した。
キーラ・ブラヴァ・ヘンリクセン
エクブラッド族の少女で、ルッカの幼馴染。かつては2人で竜騎士になることを夢見ていたが、ルッカだけが幼竜を授かったことに怒りと妬みを覚え、更に自分を竜騎士に選ばなかったマザー・ドラゴンへの怨みが骨髄に徹し、ルッカとマザー・ドラゴンへの復讐を誓い里を抜けた。同時に肌の色も黒く染まり、ダークエルフのような姿になっている。
宮廷薬師としてシェブロン王国に仕え、ユリエルに取り入り魔薬〈ネクローマ〉の開発に成功したことで積年の怨みを晴らすべく復讐を実行に移した。その魔薬〈ネクローマ〉を用いてマザー・ドラゴンを屍竜魔樹（ネクロプランタ）〈ガウェイン〉に変化させて操りエクブラッドの里を襲うことで怨みを晴らそうとするが、アッシュとルッカの騎竜演舞〈零の舞・双翼の誓雨（オラトリオ）〉とエーコの〈聖竜皇家の息吹〉によって阻止され、行方をくらました。
その後は竜殺し（ドラゴン・スレイヤー）の呪いによって、髪の一本一本が白と赤の斑模様の鱗の蛇に、耳はエルフのように尖って肌が漆黒のダークエルフに変貌する。生活費を稼ぐために裏社会で魔薬を密売していたが、エスパーダ聖翼騎士団に逮捕された後、ペネロペに勧誘され〈デミウルゴス〉に加わる。
〈デミウルゴス〉の蜂起後はボロディンが仕掛けたデス・ゲームを離れた場所で監視していたが、彼がアッシュとの一騎討ちに敗れたため、魔導式狙撃銃で魔薬を撃ち込み怪物に変え、聖都エスパーダを離脱した。
その後、ボロディンの後任として〈七翼将〉の座に収まり、捕えたアヴドーチャに魔薬〈エキドナ〉を服用させて洗脳した。そして、〈方舟〉での最終決戦では屍竜魔樹の最新型である〈グラシャラボラス〉でアッシュたちを迎撃するが、ルッカの単独での騎竜演舞・零の舞〈双翼の誓雨〉で〈グラシャラボラス〉ごと肉体を浄化されダークエルフからエクブラッド人に戻るが、既に肉体の穢れは〈グラシャラボラス〉と同じ位に汚染されていた為に肉体の崩壊は止まらず、ルッカに〈オーファンの儀〉に合格した祝福を告げて消滅した。
アンネゲルト・ラーラ・ヴァルプルガ・フォン・ゼファロス
〈七翼将〉の一人で、ゼファロス帝国第六皇女。機械仕掛けの魔導槍である冥槍グングニルを所持している。装甲機竜（マシーネン・ドラッヘ）と呼ばれる機械の竜〈ブリュンヒルデ〉に騎乗してアッシュ達の前に現れ、魔導工学である〈魔導蛇（ウロボロス）〉を放って〈アヴァロンの腕輪〉に干渉してエーコの竜化を封じた。更にエーコが〈魔導蛇〉を〈アヴァロンの腕輪〉から解除した場合を想定して、その時は〈魔導蛇〉が最終形態〈終末の七頭蛇王（ロード・オブ・アポカリプス〉に変化するよう細工を施していた。
〈デミウルゴス〉の世界同時多発テロでは、〈ブリュンヒルデ〉に騎乗してゼファロス帝国の国立博物館を襲撃して、五大星具の一つである星鎧ダ・デルガを奪取した。その後、帝国で革命を起こし皇族を次々に処刑、騎士国に向けて逃亡したルクレツィアを追跡し捕らえるが、聖竜皇騎士団に奪還された挙句、〈ブリュンヒルデ〉も失い逃亡した。
この一連の失態によりサヴォナローラからは3ヶ月の謹慎を言い渡されるも、2ヶ月経って「謹慎期間中、元皇族である自分が単なる孤児に過ぎなかったペネロペに従う」という屈辱に不満が爆発、お忍びでアルバ村を訪れていたサヴォナローラを機械式航空艦〈フルングニル〉の爆撃により村ごと抹殺しようとしたが、想定外だったアヴァロン聖竜皇騎士団の迎撃により窮地に立たされ、切り札である新型爆弾〈フィル・ボルグ〉もエーコに無力化され、最後はルクレツィアによって心を折られ降伏した。
世界終末戦争終結後は、宮廷メイドとしてルクレツィアにこき使われている。
フランチェスカ・マキャベリ
〈七翼将〉の一人で、表の顔はラブロック商工都市連合の元首。友好条約締結を名目にアヴァロン聖竜皇騎士団を招き、逃亡したカサンドラの身柄と星冠サーン・アヴァスを確保するためと、サーン・アヴァスを奪うと暴れ出してラブロックの東部地方を壊滅させるであろう長命種の魔獣ムルエシラゴを利用して、東部都市群を壊滅させて棄民政策を実行しようとした。
〈デミウルゴス〉の世界同時多発テロでは、盟主サヴォナローラの右隣に座って、盟主の真実の暴露の際には竜族と〈アルビオンの密約〉を結んだシーヴァース族がシェブロン王国民の直接的な先祖であることを捕捉した。
エスパーダ動乱の後、混乱状態にあるラブロック商工都市連合にヴィットーリアとホロウを派遣し、敵対していたベアトリーチェを暫定政権の代表への就任を強要させラブロック地方に〈血の黄昏〉の教義を蔓延させる一方で、自身はゼファロス帝国の最北端で賢竜王インボルクの復活の準備を行っていた。そして、アルバ村から旗艦〈レクス＝ゴライアス〉に帰還した盟主サヴォナローラに魔導通信で賢竜王の復活の準備が整った事を伝えた。
完結編『星を継ぐ者』では、魔導潜水艦〈ノスフェラス〉に自ら搭乗し、アンジェリークの作戦を見抜いた上で〈ノスフェラス〉でアッシュたちが搭乗する魔導潜水艦〈ウォルブルック〉を捕えてアッシュたちを捕縛しようとした矢先、シルヴィアと正気を取り戻したコゼットが搭乗するランスロットが現れた事で戦況が不利になり、ヴィットーリアに後を任せて〈ノスフェラス〉の魔導転移装置で逃亡した。そして、〈方舟〉での最終決戦でブリュンヒルデの後継機種であるヴェイロンに搭乗してアッシュたちを迎撃するが、ジェシカたちに敗北し拘束された。
世界終末戦争終結後、刑務所に収監され、時々お忍びで面会に訪れるベアトリーチェに政治家としての助言を行っている。
ヴィットーリア・クレメンティ
マキャベリの専属秘書を務めるメイド。外見は十代後半の少女だが、“屍山血河の魔女”の異名を持つ凄腕の兵士。
ラブロック地方でのコゼットとの交戦の末に勝利し、魔導艦〈エスカヴァロン〉に潜入してカサンドラを奪取した。
〈デミウルゴス〉の世界同時多発テロでは、ラブロックの軍警察（カラビニエリ）や〈デミウルゴス〉の戦闘員を率いて魔導艦〈エスカヴァロン〉を襲撃し、〈エスカヴァロン〉の魔導エンジンにして五大星具の一つでもある星動機エヴァン・マッハを内蔵した〈エスカヴァロン〉を鹵獲し、〈デミウルゴス〉の超弩級魔導艦〈レクス＝ゴライアス〉に収容させた。
レイヴァース大河での戦いでは、シルヴィアと正気に戻ったコゼットによって窮地に陥ったフランチェスカを逃がす為に時間を稼ごうとするが、フランチェスカが何の躊躇いも見せずに自分を置いて逃げたことに寂寥感を抱き、コゼットとの再戦では民族武闘（ヴェルサリオ）の動きを完全に見切られて敗北・捕縛された。その後、コゼットに完敗したことでアンジェリークの尋問には素直に応じて、様々な情報を白状した。そして世界終末戦争ではアンジェリークとの司法取引で、ラブロック地方に向かおうとするベアトリーチェに同行する条件で釈放され、ラブロックを襲う魔獣群を迎撃した。
世界終末戦争終結後、元首ベアトリーチェの専属秘書を務めている。
アレクセイ・ボロディン
〈七翼将〉の一人で、タンタロス族の巨漢の男性。年齢は六十歳を越えているが、外見は四十代の若さを保っていた。
東方世界を本拠地とする多国籍傭兵組織〈ゲシュペンスト〉の頭目でもあり、アヴドーチャのかつての師匠でもあった。
〈デミウルゴス〉の世界同時多発テロでは、自ら〈ゲシュペンスト〉と〈デミウルゴス〉の戦闘員を率いて大陸会議が開催されていた聖ロサ・マリア大聖堂を占拠し、サヴォナローラによる宣言の準備を整えた。宣言が終わった後、〈ゲシュペンスト〉の戦闘員と共に聖都に残り、アッシュたちに聖都の存亡を懸けたデス・ゲームを仕掛ける。しかし、配下である〈四輪の薔薇〉をシルヴィアたちに倒され、彼自身もアッシュとの一騎討ちに敗れ降伏した。その直後、遠方から監視していたキーラによって魔薬入りの銃弾を撃ち込まれ、〈降誕せし魔巨神〉に変貌させられて死亡した。
〈降誕せし魔巨神（アドヴェンスト・ギガンテス）〉
ボロディンがキーラの魔薬によって変貌した異形の巨人。聖ロサ・マリア大聖堂に仕掛けられた超弩級魔導工学式爆弾〈ゲフィオン〉を取り込んだ上に、声でガーゴイルなどの怪物たちを呼び集めて聖都を壊滅させようとしたが、竜化したエーコにより聖都から引き離され、アッシュのエクスカリバーの一撃によって遥か上空で爆発して消滅した。
ウルスラ・L・セルウィン
ロートレアモン聖竜騎士団の団長を務めていた美貌の女性。〈沈黙の騎士聖女（サイレント・ヴァージニア）〉の異名を持つ最強格の聖天竜騎士にして名実ともにアルク＝ストラーダ大陸最強の騎士。
レベッカが天空城にたどり着く数年前に、魔導結界〈ミルカ・テンペスト〉を突破して天空城にやって来たが、『聖女の遺品』には興味を示さすにその場を立ち去った。
実はオズワルドと平民出だった女性カトリナとの間に生まれた隠し子で、ミドルネームの「L」はロートレアモンの頭文字である。生まれついて感情が希薄で、何に対しても感情を揺さぶられることがなく、騎竜学院の基礎課程の最中に母が病死した際にも、重い荷物を地面に下ろして肩が楽になった程度の感慨しか抱かなかったことも自ら明かしている。しかし、アッシュに対しては生まれて初めて感情が揺さぶられて、アッシュと本気で戦いたいがために〈デミウルゴス〉の誘いに乗って〈七翼将〉の一人となり、〈デミウルゴス〉の世界同時多発テロでは、フォンティーン城をフラガラッハで真っ二つにし、星冠サーン・アヴァスを奪取した。更に眼前に立ちはだかったリンダと交戦し追い詰めるが、リンダの危機に呼応して誕生したパーシヴァルにフラガラッハを防がれて、ガラハッドもパーシヴァルに怯んだことでリンダにも興味を持ち、その場を撤退した。
その後は、〈ゾノ＝トーンの方舟〉の中枢部である〈大神殿〉への防衛装置を数ヶ月かけて突破し、〈大神殿〉への道を開いた。そして、〈方舟〉での最終決戦ではガラハッドと共にアッシュたちを迎撃するが、レベッカの新技“聖女の光輪（ハイロウ・オブ・ロサ・マリア）”で神剣フラガラッハを防がれた末に、レベッカの切り札“千の流星槍（ワン・サウザンド・スタージャベリン）”をくらって敗北した。
世界終末戦争終結後、レベッカやアッシュたちをいつか打倒する為に修行を続けるうちにアッシュたちと行動を共にするようになり、聖竜皇騎士団の食客的存在になっている。
固有魔装は、あらゆるものを切り裂く二次元の神剣・フラガラッハ。
ガラハッド
ウルスラの相棒である聖竜。
カサンドラ・ロートレアモン
〈七翼将〉の一人、ロートレアモン騎士国を参照。
ペネロペ・デル・モンテ
〈七翼将〉第二位、エスパーダ聖庁を参照。
ホロウ
〈デミウルゴス〉の構成員。外見はフルフェイス型の防具を被った肉感的な女性で、病的とも機械的とも取れる不気味な声を発する。
〈デミウルゴス〉の世界同時多発テロでは、戦闘員たちを率いてシェブロン王国のアーカム城を襲撃し、五大星具の一つである星剣ティル・ナ・ノーグを奪取した。その正体は、ヴィットーリアに敗れてマキャベリによって魔導工学と魔導薬学で洗脳されたコゼット・シェリーであり、〈機械仕掛けの魔女〉と呼ばれて次第にマキャベリの配下として頭角を現し、盟主サヴォナローラでさえ一目置く存在になった。しかし、レイヴァース大河での戦いでシルヴィアに洗脳装置であるヘルメットと戦闘スーツの大半を破壊された上に、シルヴィアの心からの叫びで正気に戻り、シルヴィアの元へ帰還した。
〈四輪の薔薇（フィーア・ローゼン）〉
〈ゲシュペンスト〉の最高幹部である四姉妹。ボロディンが仕掛けたゲームに則りシルヴィアたちと対戦するが、それぞれ敗北した。その後、エスパーダ聖庁によって東方大陸に強制送還され、辿り着いた廃村を復興している最中にレベッカと再会し、便宜を図った。
メイリン
〈四輪の薔薇〉の長女で、ボロディンの副官を務める。
聖ロサ・マリア大聖堂の四方にある塔〈守護天使の塔〉の北塔でシルヴィアと対戦し、彼女を捕縛してロートレアモン騎士国に身代金を出させようと画策するが、ヴェロニカ仕込みの卓越した格闘術に敗北した。
シャオメイ
〈四輪の薔薇〉の次女で、高貴な身分の者を痛めつけることに快感を覚える危険な一面を持っている。
〈守護天使の塔〉の南塔でルクレツィアと対戦するが、敗北した。
ランファ
〈四輪の薔薇〉の三女で、語尾に「にゃ〜」を付ける独特の口調で話す。
〈守護天使の塔〉の西塔でセレスと対戦するが、冥星石の干渉により暴走した機竜の攻撃を受け敗北した。
マオ
〈四輪の薔薇〉の四女で、情報収集を担当している。
〈守護天使の塔〉の東塔でアーニャと対戦し、彼女とアヴドーチャの血縁関係を暴露し動揺させるが、立ち直った彼女に鞭で絞め落とされ敗北した。
マルグリット・シンクレア
シェブロン王国の王立歌劇団が誇るプリマ・ドンナを務める美女で、王国一の歌姫と呼ばれていた。しかし、実際は〈血の黄昏〉のアーカム支部に所属する狂信者で、〈デミウルゴス〉からの指令を“聖務”と称して“選別の儀式”と呼ばれる「世界が終末を迎えたとしても〈方舟〉に乗って一時的に避難し、終末の後に待っている“新世界”で生きていく資格を得る為の試練」を勝ち残るために、各国首脳の極秘会談が行われている最中の王立歌劇場で他の〈血の黄昏〉の構成員たちと共に行動を開始し、舞台上で演説を始めて国教を改めるよう要求するが、オスカーの新型魔法で他の構成員共々身柄を拘束された。逮捕された後も強気な態度を崩していなかったが、尋問に立ち会ったヴェロニカに直々に尋問され、全てを自白した。

### 竜（ドラゴン）
マザー・ドラゴン (Mother Dragon)
声 - 平野文
アルビオンの森で人間に竜の幼生を授ける存在。他人とコミュニケーションをとる際は妙齢の女性の姿をした精神体をとるが、正体は老木と化した竜が賢竜魔法アルビオンによって具象化したもので、性質は人間のような母性体でなく女王蜂や女王蟻に近い。
二人と謁見するためアッシュとエーコをアルビオンの森へ呼び寄せるが、直前に「エーコの母としては振舞えない」という理由から、エーコと同行していたシルヴィアに幻覚を見せて接触を拒み、アッシュとだけ対面する。エーコへの贈り物として〈アヴァロンの腕輪〉をアッシュに授けた後、彼へ竜族の未来とエーコの存在意義、〈オーファンの儀〉でアッシュとシルヴィアの身に起こった出来事を伝えた。
その後、自身を恨むキーラの手により、魔薬〈ネクローマ〉の力で屍竜魔樹（ネクロプランタ）〈ガウェイン〉へと変えられ、エクブラッドの里を襲撃させられてしまうが、竜化し立ち向かったエーコと対峙した際に精神体でエーコに語りかけて別れを告げ、彼女の〈聖竜皇家の息吹〉を浴びて消滅した。
ナヴィー (Navi)
声 - 榊原ゆい
本作のヒロインの一人。エーコが生まれる一週間前から夜な夜な夢の中でアッシュと交わっていた女性。エーコに酷似した外見ながら体つきはずっと大人びており、アッシュへの接し方も情熱的かつ官能的。
古代から竜族によって紡がれてきた共有記録「竜種の記憶（ドラグワース）」そのものであり、彼女の叡智による加護を受けて竜はその真価を発揮する。
エーコとは表裏一体の存在であると言い、アッシュにエーコを託し、彼が「アヴァロンの騎士」として彼女を乗りこなせるようになることを期待している。
本来ならばエーコが成竜となった時に彼女と融合し、以降は彼女の知識としてのみ機能して人格は消失するはずであった。しかしアッシュから「大切な仲間だから消えてほしくない」と言われたことで、彼に対して個人的な好意を持ってしまうようになる。
当初はエーコに憑依する形で現実世界に干渉していたが、アッシュに好意を抱くようになってからは魔法で構成した肉体で現実世界に現れていた。
完結編『星を継ぐ者』では、〈方舟〉の〈大神殿〉で事象再構築エンジンで再現された初代エーコに追い詰められるエーコを見て、哀しみながらもエーコとの融合を決意し、その際に自分は消えるわけではなく情報体としてエーコの一部となって生き続け、次代の聖竜皇が誕生したらまた復活できることを告げてエーコと融合を果たした。
ヌァザ
童話「ウィリンガムの竜」に登場する聖竜。重い病にかかった飼い主の少女を助けるため、自ら〈星精路〉を閉ざして少女へ活力を与える代わりに衰弱した身体を、人知れずウィリンガム霊廟へと運び死亡した。
その遺灰はウィリンガム霊廟に安置されていたが、屍灰竜となってアンジェラ捜索のため霊廟へ潜入したアッシュたちの前に立ちはだかり、ランスロットとの激しい戦闘の末に討ち滅ぼされた。

### 賢竜王
インボルク
アヴァロン聖竜皇家・ネハレンニア冥竜王家の起源とされる最も強大な力を持つ王。かつてゾノ・トーン時代において選ばれた生命だけを残し、人類を粛清しようとしたため彼らを守ろうとする竜族と激突した。敵同士であった聖竜皇家・冥竜王家も人類たちと共闘し、ようやく倒したほどの存在。実は本作の世界とは別の惑星で生み出された高次元情報知性体であり、竜王とされるものの厳密には竜族と異なる。彼女が誕生した200年の間に故郷は人の住めない死の星となり、新天地を目指す生存者と共に〈ゾノ＝トーンの方舟〉のメインシステムとして本作の世界へと降り立った。しかし、母星を失ったそもそもの原因が人間の環境破壊であり、同様の過ちが繰り返されそうとしたために人類を見限り、粛清を決行した。最終的に同盟を結んだ人類と竜族に敗北し、本体は方舟と、力は五大星具に分けられ機能を停止する。しかし、〈ロサ・マリア教〉の暗部によって歪められた信心に異を示すサヴォナローラによって再起動する。
星体であるラクエルの身体を器として体現し、彼女が16・17歳程まで成長した姿となった。本来の性別は不明だが、ラクエルの影響からかぬいぐるみに惹かれるなど、少女らしい一面を持つ。それを除けば無関心なものには一切感情を向けない機械的で無感動な人格であるが、彼女曰く創造者たちが「神」であることを求めた像であり、表面上の言動も本来の彼女ではない事が示唆されている。復活当初は長い刻の中で人間に対する敵意は失せ、手を下す気はなかったが、〈デミウルゴス〉に仕組まれた〈第二次ゼノグラヴィア大戦〉にまんまと踊らされる人々の姿と、自身を利用しようと企むサヴォナローラの考えを看破しており、改めて人類に引導を渡すことを決定し、衛星兵器〈ステラ＝ネメシス〉で制御された全世界の魔獣による総攻撃〈魔星蝕の夜〉を発動する。アッシュに興味を抱き、人類粛清の必要性を謳うと共にハーフ・ドラゴンの父親と成りうる彼だけは後の世界まで生きる資格を与えると迫るが、それがアッシュの逆鱗に触れる結果となり完全に敵対する。
自身を目覚めさせるも、結局は利用しようとした〈デミウルゴス〉も例外ではないとサヴォナローラとペネロペを殺害し、アッシュとの決戦に挑む。竜化したエーコを腕力で押し返し、瞬間移動と併用した剣技で追い詰めるなど圧倒的な戦闘能力を持ち、聖騎甲のリミッターを解除したアッシュと激闘を繰り広げる。最中に援護へ入ったシルヴィアとランスロットの虚を突いた狙撃でスキを見せ、群体である星剣の装飾結晶を破壊されて星体ラクエルの主導権を失い、方舟へ撤退する。最後は方舟を墜落させて惑星を死の灰で覆らせようと画策するが、覚醒したパーシヴァルの特殊弾頭によって方舟共々本体を討たれ、その念は敗北を認める意志を残して途絶えた。残された〈ステラ＝ネメシス〉も、大陸中の竜族が魔力を結集させた第2射によって破壊され、世界終末戦争は終結した。

## 竜と竜騎士
この作品に登場する竜は絶大な力を持ちながらも人類と共存することで生き永らえている希少種族である。人間によって生み出された竜は飼い主から相棒（パル）と呼ばれ、主従の関係を結び共存共栄の生活を送る。飼われる立場であれ竜の力は一匹が人間の軍隊に匹敵するほど強大であり、その強さと偉大さから人々に敬われ丁重に扱われる。竜は現在もなお芸術家、美食家の一面を持つプライドの高い生物であり、聖騎甲に代表される数々の芸術品が各地に眠っているとされる。竜を立派に育て、その背に騎乗し戦う者は竜騎士と呼ばれ、特にロートレアモン騎士国では重用される存在である。

### 竜の歴史
アルク＝ストラーダ大陸において古王国（ゾノ・トーン）時代に隆盛を極めていた竜族は、時の流れと共に星を流れる星精路（アストラル・フロウ）から生命力を得られなくなったため幼竜が死に絶え絶滅の危機に瀕した。人類は竜族へ自らの生命力を星精路として共有することを提案し、竜族は人類へ忠誠を誓うことで承諾した。竜族が唱えた賢竜魔法アルビオンによって契約は成立し、そして一人の少女が最初の幼竜を誕生させた。その少女の名はロサ・マリア。幼竜は彼女から「エーコ」と名付けられた。なお、エーコとは超古代語で“我が愛しき半身”という意味である。

### 竜族
地竜（アーシア）
四足歩行型の竜、翼が生えていない代わりに強靭な四肢を持つ。
翼竜（ストラーダ）
飛行型の竜。前肢と一体化した巨大な翼膜を持つ。
水竜（ハイドラ）
水棲型の竜。蛇のように長細い胴体を持つ。
聖竜（マエストロ）
地竜、翼竜、水竜が成長し進化した姿。二足歩行で鋭い鉤爪が並んだ前肢と1対の翼を持つ陸海空の万能型。肉体の強靭さと魔力の強さは他の種族を遥かに上回る。ただし、元の種族の長所短所はそのまま引き継いでおり、元翼竜なら空中移動に秀で、元水竜なら水中移動や嵐の中の移動等に秀でる。
必ずしも成長すれば聖竜となれるわけではなく、必要な条件は不明。
古王国時代ではほぼ全ての竜が聖竜となっていたらしい。

#### 眷属・その他
バシリスク
地竜の眷属である巨大な蜥蜴。タンタロス族が好んで騎乗している。
屍灰竜（ネクロマンシア）
ゼファロス帝国の魔導工学によって竜の遺灰から造りだされた竜。生前の竜の特徴を持つほか、腐乱や破損した肉体を短時間で補う強力な再生能力と全身から生やした触手で獲物を捕らえ捕食する習性を持つ。

### 竜騎士

#### 称号
竜飼い人（ブリーダー）
マザー・ドラゴンから竜の幼生を授かり、幼竜を誕生させた者。アンサリヴァン騎竜学院ではその目的から生徒全員が竜飼い人となっている。アッシュの存在は定義と矛盾するが、主人公であるため設定上、幼竜誕生前であるにもかかわらず特例として入学を許されていた。
竜騎士（ドラグナー）
竜飼い人が相棒たる幼竜を聖竜へと成長させたことで与えられる称号、出身や身分を問わず授かることが出来、称号を得た者は実質的に身分や社会的地位が向上する。
聖天竜騎士（アーク・ドラグナー）
竜騎士の中でも聖騎甲を纏える者のみが授かることの出来る称号。聖騎甲の他にも強力な固有魔装を扱うことが出来る。
騎士国においては貴族の階級に相当し、ロートレアモン聖竜騎士団の中でも高位に就くことが出来る他、王族との結婚も可能となる。
騎士王（パラディン）
騎士の最高位。現在はロートレアモン騎士国王オズワルド・ロートレアモンがその座に就いている。

#### 装備・アイテム
騎竜服（ドラグスーツ）
飼い主が着用する衣装。怪我防止のための防護服でもあり、アンサリヴァン騎竜学院では校則で竜へ騎乗する時に着用が義務付けられている。
聖騎甲（アーク）
聖竜が己の心身を捧げる証として飼い主へ献呈される甲冑。竜の魔力によって製造され、召喚によって瞬時に装着できる。高い防御力と身体能力を飛躍的に高める効果を持つほか、過去に製造されたものには氷属性特化、低負荷など独自の効果を持つものも存在する。聖竜によっては更に改良を加えて性能を強化できる。飼い主の体格に合わせて造られるので、本来ならば他の飼い主はサイズが合わず装着することが出来ない。
幼竜である故に（更に心身を捧げることへの抵抗から）アッシュ専用の聖騎甲を製造できないエーコは、〈竜種の記憶〉に保存された過去に造られた聖騎甲の設計図からアッシュの体格に合ったパーツを厳選、複製し着用させることで補っている。モルドレッドとの対決において初めて専用の聖騎甲を作成するが、不可視かつ肉体に莫大な負荷を与える未完成品だった。後に2度目の竜化の際、完全な形での製造・献呈を行った。
固有魔装（こゆうまそう）
聖騎甲を纏うことで発動できる専用武器。聖騎甲とのセットで製造され、独自の効果を持つ。
エクス＝レ＝バン
光の恩寵を受けし聖剣。アッシュが屍灰竜モルドレッドを討つのに使用した。
ブリューナク
絶対氷河の聖騎銃。強力な氷結魔法を込めた魔力弾を発射する。アヴドーチャが教会に仕掛けた爆弾を止めるためにアッシュの発案で使用された。
アイギス
金城鉄壁の魔盾。独立稼動する5機の浮遊砲台から石化光線を発射する。

竜綺華晶（りゅうきかしょう）
竜の魔力が結晶化して零れ落ちたもの。飼い主と竜の友情の証であり、照明や動力などに使われるほか竜媒魔法の触媒としても用いられる。
余剰な魔力が結晶化するのでアッシュは分泌物と思っているが、エーコは排泄物のような表現をしている。
竜媒魔法（オラクル）
竜綺華晶に宿る魔力を利用して発動する魔法。竜のブレスを模した攻撃のほか、魔法陣を形成することで特殊効果をもたらすなどの様々な使い方がある。
千年綺華晶（ミレニアム）
竜の化石が千年以上の時を経て結晶化したもの。竜綺華晶よりも遥かに強大な魔力を帯びているため魔導艦の燃料として利用される。
聖星石（ウラノス）
アヴァロン聖竜皇家のみが作り出せる聖属性の竜綺華晶。エーコの場合はピンク色の結晶体となって生み出されている。
冥星石（プルートゥ）
ネハレンニア冥竜王家が作り出した闇属性の竜綺華晶。この石を宿した状態で生まれた人間は「冥星石の仔ら（プルートゥ・チルドレン）」と呼ばれる。
竜と人間に寄生し、蓄積された負の感情によって力を増幅させる効果を持つが代償として宿主に魔竜化や魔人化を引き起こす。
脳に直結する形で寄生するため、石が破壊されれば宿主は死亡する。
ティルヴィング
ゼファロス帝国が製造した屍灰竜の召喚装置、黒い刀身に数多の竜輝華晶が填め込まれた大剣の形をしている。
ユグドラシル
帝国内の古代遺跡〈ゾノ＝トーンの方舟〉から発掘された古王国時代の医療設備。竜を聖竜へ強制進化させる時に用いられた。
アヴァロンの腕輪
未熟ゆえに些細なことで竜化する危険性のあるエーコへ、マザー・ドラゴンが与えた腕輪。装着している間は竜化ができなくなり、訓練を積めば腕輪を外すことで自在に竜化出来るようになる。竜化の際は首輪となって装着される。

## 用語・その他
星刻（せいこく）
飼い主と相棒である竜を繋ぐ星精路の証である紋章。飼い主によって紋章の出る位置が違う。
竜種の記憶（ドラグワース）
古来より竜族が見聞してきたことを精神世界に記してきた共有記録。生まれたばかりの竜はここにアクセスすることで、すぐに知識を得ることが出来る。
現在はナヴィーという形で具現化し、アヴァロン聖竜皇家の皇女であるエーコの教育係となっていたが、最終巻でエーコと融合した。
遣竜工房（けんりゅうこうぼう）
聖竜が聖騎甲をはじめ様々な芸術品を作成する時に使われる空間。白と黒のタイルが敷き詰められた広大な部屋にナヴィーが鎮座している。
精神世界であるため、エーコが工房へ行っている間は肉体が無防備となる。また、聖竜の精神年齢が影響するので、幼き聖竜は工房では人間よりも小さい姿になる。
オーファンの儀
年に数回、アルビオンの森で行われるマザー・ドラゴンが人間へ竜の幼生を授ける儀式で、国の法律により騎士国民は7歳の誕生日後に儀式を受けることが義務付けられている。また、同盟国であるシェブロン王国の王族もこの儀式を受ける権利を有している。
アンサルハーブ
ロートレアモン騎士国の特産品である香草。薔薇のような甘い香りで菓子や飲料に幅広く用いられる。
嗜好品として竜には特に好まれているが、人間でいうアルコールに相当する成分が含まれているため匂いを嗅いだだけでも酩酊してしまうことがある。
ゼノグラヴィア戦争
数十年前にシェブロン王国とゼファロス帝国との間で起こった戦争。人類同士の戦争に竜が兵器として初めて使われたことで有名。
帝国による突然の侵攻により大打撃を受けた王国がロートレアモン騎士国へ救援を要請したことで、聖竜騎士団が参戦し瞬く間に帝国の軍勢を殲滅、これにより、国家間で休戦協定が結ばれた。
この戦争は竜の活躍を世界中に知らしめる結果となったが、同時に最大数の竜を内包する騎士国の脅威が認識され、また騎士国では徴兵を恐れた国民により、竜騎士への志願者が年々減少するようになった。
アヴァロンの騎士
アヴァロン聖竜皇家の皇族を相棒とする人間のみに与えられる称号。現在はアッシュにその称号が与えられている。
ネハレンニアの騎士
ネハレンニア冥竜王家の王族およびその末裔を相棒とする人間のみに与えられる称号。現在はアーニャにその称号が与えられている。
エスカヴァロン
ミラベルがアンサリヴァンの地下にある古代遺跡で捜し求めていた、古代魔導艦。動力は千年輝華晶のようだが、現存するどの艦をも上回るエネルギーを持っているとされる。発見当初は起動すらしなかったが、エーコの自発的な竜化とアッシュへの聖騎甲献呈と同時に起動した。〈聖竜皇を駆る騎士（アヴァロン・ナイト・ドラグナー）〉（Avalon Knight Dragner）専用艦であり、アッシュが艦長席に座っていないと最高出力を発揮できない（ミラベル曰くそれ以外の人だと30%程しか引き出せない）。また、艦内には聖星石を利用した医療設備や住居、15体ほどの竜が搭載できる格納庫等がある。
生徒会の居住区兼、アヴァロン聖竜皇騎士団の領地であった。しかし〈エスカヴァロン〉の魔導エンジンが五大星具の一つである星動機エヴァン・マッハであったために、〈デミウルゴス〉の世界同時多発テロでヴィットーリアに鹵獲されてしまった。
世界終末戦争終結後、〈レクス＝ゴライアス〉内部に収容されていたエスカヴァロンは無傷のまま回収され、魔導エンジンの再組立てと補修・点検作業の為にアスクレピオスの研究機関に預けられている。
聖地アルバレス
聖都エスパーダから竜で飛行して5時間ほどの距離にある霊峰エル・スワリの上空に存在する、浮遊遺跡都市。特殊な魔導結界に覆われていて、結界の内と外では時間の流れの速さが違っており、概算で外の世界での1日が、結界内では12日に相当する。更に一度結界に入ってしまうと、結界内での84日（外の世界での7日）が経過しないと外に出ることができない。なお、聖地アルバレスには生涯で三度しか入ることができない。デミウルゴスの一斉蜂起の際、中で修行中のエーコが無理やり出る為に結界を完全に破壊してしまったため、ただの浮遊遺跡になってしまった。
五大星具
数千年前、賢竜王インボルクは世界を破壊して新世界を創造しようと目論み、救うべき種族を〈ゾノ＝トーンの方舟〉に乗せようとした。しかし、救うべき種族に人類は含まれていなかった為に、人類側のアヴァロン聖竜皇家とネハレンニア冥竜王家の連合勢力に討たれたが、インボルクの魂までは滅ぼすことはできず、竜族はインボルクの魂を五つに分割して、五つの特殊な魔導具に封印した。それが五大星具であり、シェブロンの地には星剣ティル・ナ・ノーグが、ゼファロスの地には星鎧ダ・デルガが、ラブロックの地には星冠サーン・アヴァスが、ロートレアモンの地には魔導艦〈エスカヴァロン〉の魔導エンジンである星動機エヴァン・マッハが、エスパーダの地には星体ラクエルがそれぞれ封印されていた。
しかし、実際には情報知性体であるインボルクを完全に消去することは容易かったはずであり、何故〈ゾノ＝トーン文明〉の人類は彼女を殺さずに封印に留めたのかは、サヴォラローナも考察できていない。覚醒したインボルクの意識は群体のように五大星具で繋がった複合体であり、一つでも破損すれば肉体の維持が出来なくなる。
世界終末戦争終結後、星体ラクエルはエスパーダ聖庁に帰還し、星冠サーン・アヴァスは守護獣ムルシエラゴに返還され、残りの三つの星具ははっきりと描写されていないが、それぞれの元の場所に返還されたと思われる。
聖杯（せいはい）
〈聖女〉ロサ・マリアの血を引く者を指す隠語。しかし「処女として生涯を終えたことになっているロサ・マリアに子孫がいる」という状況はエスパーダ聖庁にとって非常に都合が悪いため、1300年前から異端審問官の手で秘密裏に葬られ続けてきた。〈聖杯〉の血族を守護する組織として〈アルバレス聖杯騎士団〉が存在したものの、彼らも20年前に壊滅、残党は理解者らと共に魔導結社〈デミウルゴス〉を創設した。
血族の特徴として、あらゆる動物を従え乗りこなす才能があり、アッシュとリンダが自分の相棒でない竜をも乗りこなすことができるのはこのためである。星刻を持たないアルバーンでも、バシリスク程度までの獣ならば従えることができる。

## 既刊一覧

### 小説
| 巻数 | タイトル          | 初版第一刷発行日 | 発売日         | ISBN              |
| ---- | ----------------- | ---------------- | -------------- | ----------------- |
| 1    | 星刻の竜騎士      | 2010年6月30日    | 2010年6月25日  | 978-4-04-066608-2 |
| 2    | 星刻の竜騎士II    | 2010年9月30日    | 2010年9月24日  | 978-4-04-066609-9 |
| 3    | 星刻の竜騎士III   | 2011年1月31日    | 2011年1月25日  | 978-4-04-066610-5 |
| 4    | 星刻の竜騎士IV    | 2011年4月30日    | 2011年4月25日  | 978-4-04-066611-2 |
| 5    | 星刻の竜騎士V     | 2011年7月31日    | 2011年7月25日  | 978-4-04-066612-9 |
| 6    | 星刻の竜騎士VI    | 2011年10月31日   | 2011年10月25日 | 978-4-04-066613-6 |
| 7    | 星刻の竜騎士VII   | 2012年1月31日    | 2012年1月25日  | 978-4-04-066614-3 |
| 8    | 星刻の竜騎士VIII  | 2012年4月30日    | 2012年4月25日  | 978-4-04-066615-0 |
| 9    | 星刻の竜騎士IX    | 2012年7月31日    | 2012年7月25日  | 978-4-04-066616-7 |
| 10   | 星刻の竜騎士X     | 2012年10月31日   | 2012年10月25日 | 978-4-04-066617-4 |
| 11   | 星刻の竜騎士XI    | 2013年1月31日    | 2013年1月25日  | 978-4-04-066618-1 |
| 12   | 星刻の竜騎士XII   | 2013年4月30日    | 2013年4月25日  | 978-4-04-066619-8 |
| 13   | 星刻の竜騎士XIII  | 2013年7月31日    | 2013年7月25日  | 978-4-04-066620-4 |
| 14   | 星刻の竜騎士XIV   | 2013年11月30日   | 2013年11月25日 | 978-4-04-066072-1 |
| 15   | 星刻の竜騎士XV    | 2014年4月30日    | 2014年4月25日  | 978-4-04-066377-7 |
| 16   | 星刻の竜騎士XVI   | 2014年6月30日    | 2014年6月25日  | 978-4-04-066778-2 |
| 17   | 星刻の竜騎士XVII  | 2014年11月30日   | 2014年11月25日 | 978-4-04-067167-3 |
| 18   | 星刻の竜騎士XVIII | 2015年3月31日    | 2015年3月25日  | 978-4-04-067469-8 |
| 19   | 星刻の竜騎士XIX   | 2015年7月31日    | 2015年7月24日  | 978-4-04-067715-6 |
| 20   | 星刻の竜騎士XX    | 2015年11月30日   | 2015年11月25日 | 978-4-04-067953-2 |

### 漫画
| 巻数 | タイトル        | 発売日         | ISBN              |
| ---- | --------------- | -------------- | ----------------- |
| 1    | 星刻の竜騎士 1  | 2011年10月22日 | 978-4-04-066527-6 |
| 2    | 星刻の竜騎士 2  | 2012年4月23日  | 978-4-04-066528-3 |
| 3    | 星刻の竜騎士 3  | 2012年10月23日 | 978-4-04-066529-0 |
| 4    | 星刻の竜騎士 4  | 2013年4月23日  | 978-4-04-066530-6 |
| 5    | 星刻の竜騎士 5  | 2013年7月23日  | 978-4-04-066531-3 |
| 6    | 星刻の竜騎士 6  | 2013年11月22日 | 978-4-04-066117-9 |
| 7    | 星刻の竜騎士 7  | 2014年3月22日  | 978-4-04-066504-7 |
| 8    | 星刻の竜騎士 8  | 2014年11月22日 | 978-4-04-066896-3 |
| 9    | 星刻の竜騎士 9  | 2015年4月23日  | 978-4-04-067512-1 |
| 10   | 星刻の竜騎士 10 | 2015年8月22日  | 978-4-04-067595-4 |
| 11   | 星刻の竜騎士 11 | 2016年3月23日  | 978-4-04-068221-1 |
| 12   | 星刻の竜騎士 12 | 2016年6月23日  | 978-4-04-068277-8 |
| 13   | 星刻の竜騎士 13 | 2016年12月23日 | 978-4-04-068592-2 |

## 外国語版
中国語版
台湾と香港において《星刻龍騎士》の題名で繁体字中国語版が刊行されている。原作小説は東立出版社より刊行されており、第1巻は何宜叡、第2巻以降は林意凱により翻訳されている。漫画版は尖端出版より刊行されており、平川遊佐により翻訳されている。また、中国の天聞角川より簡体字中国語版の小説《星刻的龙骑士》（星刻の竜騎士）が出版されている。
韓国語版
大韓民国において《성각의 용기사》（星刻의 龍騎士、「星刻の竜騎士」）の題名で韓国語版の小説が刊行されている。ソウル文化社（서울문화사）のJ-Novel（제이노블）として発行。
英語版
アメリカ合衆国のSeven Seas Entertainmentより英語版の漫画 Dragonar Academy （ドラグナー・アカデミー、「騎竜学院」）の題名でグラフィック・ノベル(GN)として刊行されている。原作小説は現在のところ刊行されていない。テレビアニメ版はFunimationがライセンスを取得している。

## ドラマCD
ドラマCD版が2012年10月24日にメディアファクトリーより発売された。「エーコは竜の娘」「アンサリヴァンの市街区」の2話と霜月はるかの歌うイメージソング「Astral Flow」のショートバージョンが収録されている。登場人物はアッシュ、エーコ、シルヴィア、レベッカ、レイモン、マックス、コゼット、アンジェラ、ミルガウス、アーニャ、ナヴィーの11人。

## テレビアニメ
2013年7月に開催されたイベント「MF文庫J 夏の学園祭2013」にてアニメ化が発表され、2014年4月から6月までAT-Xほかにて放送された。C-Stationが初めてアニメ制作元請を担当する。AT-Xでは視聴者年齢制限が付けられ、地上波未放送の内容も含めたディレクターズ・カット版で放送された。

### スタッフ
- 原作 - 瑞智士記[4]
- 原作イラスト - 〆鯖コハダ[4]
- 監督 - 多田俊介[4]
- ディレクター - 黒川智之[41]
- シリーズ構成 - 木村暢[41]
- キャラクターデザイン - 佐々木睦美[4]
- ドラゴンデザイン - 山下喜光[4]
- プロップデザイン - 堤谷典子[41]
- 美術監督 - 野村正信[41]
- 色彩設計 - 小島真喜子[41]
- 撮影監督 - 堀野大輔[41]
- 編集 - 黒澤雅之[41]
- 音響監督 - 亀山俊樹[4]
- 音楽 - 若林タカツグ[4]
- 音楽制作 - KADOKAWA（メディアファクトリー）[4]
- 音楽プロデューサー - 山森篤[41]
- プロデューサー - 吉沼忍[41]、池本昌仁[41]、横田真吾[41]、石塚正俊[41]、山田裕一[41]
- アニメーションプロデューサー - 丸亮二[41]
- アニメーション制作 - C-Station[4]
- 製作 - 「星刻の竜騎士」製作委員会[4]（KADOKAWA、AT-X、ソニー・ミュージックコミュニケーションズ、ツクル（ノ）モリ株式会社）

### 主題歌
オープニングテーマ「聖剣なんていらない」（第1話 - 第11話）
作詞・作曲 - 上松範康 / 編曲 - 喜多智弘 / 歌 - 榊原ゆい
第12話はオープニングなし。ディレクターズカット版ではオープニングあり。
エンディングテーマ
「MOST以上の"MOSTEST" （ver.1）」（第1話 - 第6話）
作詞 - RUCCA / 作曲・編曲 - 岩橋星実 / 歌 - エーコ（伊瀬茉莉也）、シルヴィア（佐倉綾音）、レベッカ（井上麻里奈）
「MOST以上の"MOSTEST" （ver.2）」（第7話 - 第11話）
作詞 - RUCCA / 作曲・編曲 - 岩橋星実 / 歌 - アーニャ（下田麻美）、ジェシカ・ヴァレンタイン（花澤香菜）、ルッカ・サーリネン（大亀あすか）
「MOST以上の"MOSTEST"」（第12話）
作詞 - RUCCA / 作曲・編曲 - 岩橋星実 / 歌 - エーコ（伊瀬茉莉也）、シルヴィア（佐倉綾音）、レベッカ（井上麻里奈）、アーニャ（下田麻美）、ジェシカ・ヴァレンタイン（花澤香菜）、ルッカ・サーリネン（大亀あすか）
最終話エンディング曲。一般販売及び特典CDいずれも未収録。

### 各話リスト
| 話数   | サブタイトル                             | 脚本            | 絵コンテ           | 演出               | 作画監督   | 総作画監督 | 放送日時（AT-X） |
| ------ | ---------------------------------------- | --------------- | ------------------ | ------------------ | ---------- | ---------- | ---------------- |
| 第1話  | 少年と竜                                 | 木村暢          | 多田俊介           | 黒川智之           | 佐々木睦美 | -          | 2014年 4月5日    |
| 第2話  | 二人の絆・星精路(アストラル・フロウ)     | あみやまさはる  | 平田豊             | 平田豊             | 渡邉亜彩美 | 山下喜光   | 4月12日          |
| 第3話  | 市街動乱                                 | 木村暢          | 田村正文           | 田村正文           | 遠藤大輔   | 佐々木睦美 | 4月19日          |
| 第4話  | 鉄血戦乙女(アイアンブラッドヴァルキリー) | あみやまさはる  | 黒澤雅之           | 神保昌登           | 堤谷典子   | 山下喜光   | 4月26日          |
| 第5話  | 蒼氷姫君(アイスブループリンセス)         | 永井真吾        | 黒川智之           | 黒川智之           | 渡邉亜彩美 | 佐々木睦美 | 5月3日           |
| 第6話  | 青の聖騎銃(ブリューナク)                 | 木村暢          | 平田豊             | 平田豊             | 遠藤大輔   | 山下喜光   | 5月10日          |
| 第7話  | ルッカ・サーリネン                       | あみやまさはる  | 田村正文           | 田村正文           | 堤谷典子   | 佐々木睦美 | 5月17日          |
| 第8話  | 月下の咆哮                               | 永井真吾 木村暢 | 黒川智之           | 神保昌登           | 渡邉亜彩美 | 山下喜光   | 5月24日          |
| 第9話  | 騎竜演舞                                 | 木村暢          | 多田俊介           | 黒川智之           | 遠藤大輔   | 山下喜光   | 5月31日          |
| 第10話 | 集結の都、フォンティーン                 | あみやまさはる  | 平田豊             | 平田豊             | 堤谷典子   | 佐々木睦美 | 6月7日           |
| 第11話 | ユグドラシル起動                         | 木村暢          | 黒澤雅之           | 田村正文           | 渡邉亜彩美 | 佐々木睦美 | 6月14日          |
| 第12話 | 星刻の竜騎士(ドラグナー)                 | 木村暢          | 黒川智之、多田俊介 | 黒川智之、多田俊介 | 佐々木睦美 | -          | 6月21日          |

### 放送局
| 放送地域   | 放送局     | 放送期間                | 放送日時                     | 放送系列         | 備考                                             |
| ---------- | ---------- | ----------------------- | ---------------------------- | ---------------- | ------------------------------------------------ |
| 日本全域   | AT-X       | 2014年4月5日 - 6月21日  | 土曜 20:30 - 21:00           | アニメ専門CS放送 | 製作委員会参加 視聴年齢制限あり リピート放送あり |
| 東京都     | TOKYO MX   | 2014年4月8日 - 6月24日  | 火曜 0:30 - 1:00（月曜深夜） | 独立局           |                                                  |
| 近畿広域圏 | 毎日放送   | 2014年4月8日 - 6月24日  | 火曜 3:05 - 3:35（月曜深夜） | TBS系列          |                                                  |
| 愛知県     | テレビ愛知 | 2014年4月9日 - 6月25日  | 水曜 2:05 - 2:35（火曜深夜） | テレビ東京系列   |                                                  |
| 日本全域   | BS11       | 2014年4月11日 - 6月27日 | 金曜 0:00 - 0:30（木曜深夜） | BS放送           | 『ANIME+』枠                                     |

| 放送地域 | 放送局             | 放送期間                | 放送日時                     | 放送系列   | 備考 |
| -------- | ------------------ | ----------------------- | ---------------------------- | ---------- | ---- |
| 日本全域 | GYAO!              | 2014年4月11日 - 6月27日 | 金曜 0:30（木曜深夜） 更新   | ネット配信 |      |
| 日本全域 | バンダイチャンネル | 2014年4月18日 - 7月4日  | 金曜 0:00（木曜深夜） 更新   | ネット配信 |      |
| 日本全域 | ニコニコ生放送     | 2014年4月18日 - 7月4日  | 金曜 0:30 - 1:00（木曜深夜） | ネット配信 |      |
| 日本全域 | ニコニコチャンネル | 2014年4月18日 - 7月4日  | 金曜 1:00（木曜深夜） 更新   | ネット配信 |      |
| 日本全域 | dアニメストア      | 2014年4月25日 - 7月11日 | 金曜 12:00 更新              | ネット配信 |      |

### BD / DVD
AT-X放送のディレクターズ・カット版を収録。
| 巻 | 発売日        | 収録話          | 規格品番  | 規格品番  |
| 巻 | 発売日        | 収録話          | BD        | DVD       |
| -- | ------------- | --------------- | --------- | --------- |
| 1  | 2014年7月2日  | 第1話 - 第2話   | ZMXZ-9311 | ZMBZ-9321 |
| 2  | 2014年8月6日  | 第3話 - 第4話   | ZMXZ-9312 | ZMBZ-9322 |
| 3  | 2014年9月3日  | 第5話 - 第6話   | ZMXZ-9313 | ZMBZ-9323 |
| 4  | 2014年10月8日 | 第7話 - 第8話   | ZMXZ-9314 | ZMBZ-9324 |
| 5  | 2014年11月5日 | 第9話 - 第10話  | ZMXZ-9315 | ZMBZ-9325 |
| 6  | 2014年12月3日 | 第11話 - 第12話 | ZMXZ-9316 | ZMBZ-9326 |

### 関連番組
勇者タカハシ試練の竜退治?
2014年4月2日より5月7日までAT-Xにて放映（毎週水曜20:30 - 20:45、リピート放送あり）。また、公式サイトやYouTubeでも同年4月4日より5月12日まで配信（毎週土曜更新）。出演声優によるバラエティ番組となる。全6回。BD/DVDにも映像特典として1巻につき1回収録される。
出演は髙橋孝治（アッシュ・ブレイク 役）、伊瀬茉莉也（エーコ 役）、佐倉綾音（シルヴィア・ロートレアモン 役）、大亀あすか（ルッカ・サーリネン 役）の4名。
星刻の竜騎士RADIO 〜アッシュとエーコ ドキドキ♥育成講座〜
2014年4月10日から6月19日まで音泉にて配信された。隔週木曜更新。
出演は髙橋孝治と伊瀬茉莉也の両名。